# 興福寺
興福寺（こうふくじ）は、奈良県奈良市登大路町（のぼりおおじちょう）にある法相宗の大本山の寺院。山号はなし。本尊は中金堂の釈迦如来。南都七大寺の一つ。藤原氏の祖・藤原鎌足とその子息・藤原不比等ゆかりの寺院で藤原氏の氏寺であり、古代から中世にかけて強大な勢力を誇った。「古都奈良の文化財」の一部として世界遺産に登録されている。
南円堂（本尊・不空羂索観音）は西国三十三所第9番札所、東金堂（本尊・薬師如来）は西国薬師四十九霊場第4番札所、菩提院大御堂（本尊・阿弥陀如来）は大和北部八十八ヶ所霊場第62番札所となっている。また、境内にある一言観音堂は南都七観音巡拝所の一つである。

## 歴史

### 創建
興福寺の草創に関しては『興福寺流記』が収める「山階流記」が「旧記J・「宝字記」・「弘仁記」の三史料を引く形で記している。「宝字記」の記載によると、当寺は藤原鎌足の妻である鏡王女が鎌足の病気平癒を願い、山背国山階（現・京都府京都市山科区）で創建した山階寺（やましなでら）を起源とする。「興福寺の歴史」によると、鎌足は大化元年（645年）頃に釈迦三尊像を造立し、天智天皇8年（669年）に鏡大王（鏡王女）が山階陶原（すえはら）に山階寺を造営して鎌足の釈迦三尊像を安置したとする。この山階寺という寺名は鎌足を尊崇する意味において当寺の別称として以後も長く使わわれている。
その後、天武天皇元年（672年）に飛鳥浄御原宮に都が移ったのに伴い、寺も大和国高市郡厩坂に移転して厩坂寺（うまやさかでら）と号したという。
山階寺や厩坂寺については『日本書紀』には見えない。『続日本紀（続紀）』にも創建の記載はないが、同書の養老4年（720年）10月丙申条に「興福寺」の記載があるのが正史における初見である。山階寺や厩坂寺は『興福寺流記』中の「宝字記」に記載があるのみで史料が少なく、その比定地について諸説ある一方、存在自体に疑義を呈する見解もあり、これらは小規模な仏堂だったとする説もある。
和銅3年（710年）に平城京への遷都が行われると、厩坂寺は鎌足の子藤原不比等により平城京左京3条7坊（現在地）に移され「興福寺」と号した。ただし、興福寺の造営開始時期については諸説あり、興福寺の略史でも「和銅3年（710）はあくまで遷都の年であり、同年に興福寺の伽藍が完成したわけではない。」としている。「仏殿」は通常は金堂を指すとして『続日本紀』の「造興福寺仏殿司」の記載から中金堂造営を養老年間とする説もあるが、「旧記J・「宝字記」・「弘仁記」の三史料には養老年間の言及はないことなどから通説は和銅年間の創建とする。また「宝字記」は単に「和銅年中」としていることから和銅3年は後世の潤色とする説もあるが、「旧記」をもとに不比等の強大な権力を背景に和銅3年の遷都と同時に造営に着手したとする説もある。
完成時期については、和銅7年（714年）3月に金堂（後の中金堂）が供養されたとする史料があり、この頃には金堂がようやく完成に近い姿であったと推測される。そして養老4年（720年）頃には中金堂、講堂、回廊、中門などの中枢伽藍がほぼ完成していたとみられている。
不比等が没した養老4年（720年）10月17日には「造興福寺仏殿司」という役所が設けられ（先述の『続日本紀』）、養老5年（721年）8月3日に元明天皇・元正天皇が不比等の慰霊のために長屋王に命じて北円堂を建立させている。また、同日には不比等の妻・県犬養三千代も不比等のために一具の弥勒浄土変像を造立して金堂に安置している。元来、藤原氏の私寺である興福寺だが、その造営は国家の手で進められるようになった。こうした官司による私寺の造営は異例である。
神亀3年（726年）7月には聖武天皇が元正太上天皇の病気平癒を祈念して東金堂を建立し、天平2年（730年）秋には聖武天皇の妻・光明皇后が五重塔を建立している。天平6年（734年）1月11日には光明皇后が母・県犬養三千代の菩提を弔うために西金堂を建立し、現在も残る乾漆八部衆像や十大弟子像などの諸像が安置されている。天平10年（738年）3月28日には山階寺（興福寺）に食封千戸が朝廷から施入されている。また、唐から帰国してきた玄昉が当寺に入ると、当寺での法相宗の興隆に大きな影響を与えた。
この頃には南大門、中門、回廊などの伽藍の中央部分も一部完成したか、あるいは施工にとりかかっていたと考えられている。その他、講堂、食堂、僧房なども含めて、おそらく天平16年（744年）までには完成したものと推定される。こうして現在の興福寺の伽藍がある西院は拡充された。続いて現在の興福寺本坊の東側に隣接する位置にあったと推定されている東院の伽藍も造営された。天平勝宝元年（749年）5月20日に寺田百町が施入され、天平宝字元年（757年）12月8日には山階寺（興福寺）施薬院に越前国の水田百町が施入されている。
東院については、天平宝字5年（761年）2月に藤原仲麻呂（恵美押勝）が聖武天皇と光明皇后の慰霊のために西桧皮葺堂（西堂）が建立され、藤原仲麻呂の乱後の天平宝字8年（764年）9月11日に称徳天皇の勅によって造られた百万小塔が分置されたという東瓦葺堂（東堂、小塔堂）が建立され、藤原永手のためにその夫人と子息の発願によって宝亀2年（771年）2月22日に桧皮葺後堂（地蔵堂）が建立された。東院伽藍にはさらに僧房と小子房が附属していたという。このように元明太上天皇、元正天皇、聖武天皇や光明皇后をはじめ藤原氏が関わった興福寺の造営は奈良時代後期にほぼ完了したものと考えられている。
弘仁4年（813年）に藤原冬嗣によって父の藤原内麻呂の追善供養のために南円堂が建立され、中心伽藍はこの仏堂の建立をもって完成した。

### 南都北嶺
当寺は奈良時代には四大寺、平安時代には七大寺の一つに数えられ、特に摂関家・藤原北家との関係が深かったために手厚く保護された。また、神護景雲2年（768年）に藤原氏によってその氏神として創建された春日社（現・春日大社）は、同じく藤原氏の氏寺である当寺と次第に神仏習合の関係を築き上げた。当寺は「春日明神は法相擁護の神」と唱えて天暦元年（974年）より春日社頭での読経を開始し、本地垂迹思想が進むにつれて当寺は春日社との一体を主張するに至った。そして、保延元年（1135年）に春日若宮を創設すると、それ以来当寺による春日社の支配は強まり、明治時代になるまで神仏習合の信仰形態が続けられた。
こうした当寺と春日社との関係は、春日社の神威をかざしての神木動座・入洛強訴という手段に使われ、「山階道理」の言葉が生まれるほど朝廷・廟堂を悩ませた。例えば、寛治7年（1093年）の神木動座は、近江守高階為家に対するもので、近江国の春日社領の神人が凌打された報復として為家の流罪を強要し、土佐国に配流させた。このような神木動座・入洛はおよそ70回にも及んだ。
さらに、当寺は大和国一国の荘園のほとんどを領して事実上の同国の国主となった。その勢力の強大さは、比叡山延暦寺と共に「南都北嶺」と称された。寺の周辺には無数の付属寺院の子院が建てられ、最盛期には百か院以上を数えた。中でも天禄元年（970年）に定昭の創立した一乗院と寛治元年（1087年）に隆禅の創立した大乗院は皇族・摂関家の子弟が入寺する門跡寺院として栄えた。
しかし、当寺は創建以来、度々火災に見舞われその都度再建を繰り返してきた。特に中金堂は失火や兵火、落雷により七度も焼失している。元慶2年（878年）に最初の焼失を経験し、以後、延長3年（925年）、寛仁元年（1017年）、永承元年（1046年）、永承4年（1049年）、康平3年（1060年）、嘉保3年（1096年）と立て続けに大小の火災にあった。なかでも、永承元年（1046年）12月24日の大火では北円堂を残して全山が焼失している。また、治承4年（1181年）12月28日には治承・寿永の乱（源平合戦）の最中に行われた平重衡による南都焼討による被害は実に甚大で、東大寺と共に大半の伽藍が焼失した。
この時、焼失直後に別当職に就いた信円と解脱上人貞慶らが奔走し、朝廷や藤原氏との交渉の結果平氏政権が朝廷の実権を握っていた時期に一旦収公されて取り上げられていた荘園が実質的に興福寺側へ返却され、朝廷と藤原氏長者、興福寺の3者で費用を分担して復興事業が実施されることとなった。現存の興福寺の建物は全てこの火災以後のものである。なお仏像をはじめとする寺宝類も多数が焼失したため、現存するものはこの火災以後の鎌倉復興期に制作されたものが多い。興福寺を拠点とした運慶ら慶派仏師の手になる仏像もこの時期に数多く作られている。しかし、建物が完成している一方で本尊が出来ていないことに業を煮やした東金堂の衆徒が、文治3年（1187年）3月9日に飛鳥の山田寺に押しかけて金銅丈六薬師三尊像（現・銅造仏頭）を運び出し、完成していた東金堂の本尊として奉安するという行動を起こしている。
当寺はその後も建治3年（1277年）、嘉暦2年（1327年）、文和5年（1356年）、応永18年（1411年）に罹災しているが、その都度復興を遂げている。
鎌倉時代や室町時代には武士の時代になっても大和武士と僧兵等を擁し強大な力を持っていたため、鎌倉幕府や室町幕府は守護を置くことができず、大和国は実質的に興福寺の支配下にあり続けた。しかし、宝徳3年（1451年）10月14日には徳政一揆に襲われて大乗院などが焼失している。
安土桃山時代になるとついに豊臣秀吉に屈することとなった。文禄4年（1595年）の検地では、春日社興福寺合体の知行として2万1,000余石とされた。また、江戸幕府からも寺領2万1,000石を認められている。
江戸時代になると当寺は衰退の兆しを示すが、これに拍車をかけるような大火に見舞われた。享保2年（1717年）1月にまたしても大火災が発生し、中金堂、回廊、中門、西金堂、講堂、僧房、南円堂、南大門などが焼失する近世最大の災禍となった。しかし、時代背景の変化もあって再建資金を捻出できず、大規模な復興はなされなかった。再興は進まず、南円堂が寛保元年（1741年）4月にようやく立柱すると、その後、文政2年（1819年）9月に町屋の篤志家達の寄付によって仮堂ではあるがようやく中金堂が再建された。

### 近現代
慶応4年（1868年）3月に神仏分離令が出されると、廃仏毀釈の時流の中で春日大社と一体関係にあった興福寺は大きく動揺した。同年3月末から4月にかけて興福寺住僧は門跡から仕丁に至るまで相次いで復飾願を出し、「新宮司」と呼ばれる春日社の神官として仕えることとなった。一乗院および大乗院の門主は還俗し、それぞれ水谷川家、松園家と名乗った（奈良華族）。
興福寺は寺内から僧侶の姿が消えて空寺の状態となり、復籍して再興を図る動きや東大寺僧による管理の働きかけの動きもあったが、当寺と関係の深かった西大寺と唐招提寺に管理が任されることになった。
その後、1870年（明治3年）の太政官布告により、興福寺の寺領は堂塔やその敷地のみを残して没収され、宗名や寺号を名乗ることも認められなくなった。
1871年（明治4年）1月には旧一乗院門跡邸が借用の名目で没収され奈良県庁として供用されることとなった。主要な堂宇は学校や役所の庁舎に転用され、中金堂も中教院等に転用された。一乗院跡は現在は奈良地方裁判所、大乗院跡は奈良ホテルとなっている。
1872年（明治5年）に入ると廃仏毀釈による伽藍内の整理や処分は頂点に達し、当寺では築地塀、堂宇、庫蔵等の解体撤去、諸坊の退転が相次いだ。「奈良市史」では同年9月には廃寺とされたとしており（『奈良市史 通史四』p.38）、五重塔も三重塔とともに売りに出されていたとしている。五重塔は250円（値段には諸説ある）で買い手が付いたといわれ、当初買主は塔自体は燃やして金目の金具類だけを取り出そうと考えていたというが、延焼を心配する近隣住民の反対で考えを変えたという。また延焼の心配だけでなく、塔を残しておいた方が観光客の誘致に有利だという意見もあったという。しかし、五重塔売却の話自体が伝承の域を出ないという説もある。
当寺は、1875年（明治8年）5月から西大寺住職の佐伯泓澄によって管理された。そして1880年（明治13年）2月14日に旧興福寺境内は、築地塀が取り払われて樹木が植えられ奈良公園となった。
明治10年代になると興福寺再興の動きも出て、1880年5月には内務省に「興福寺復称宗名再興願」が提出された。藤原家の華族からも興福寺再興願が出されて、1881年（明治14年）2月9日に当寺の再興が許可された。そして同年9月に清水寺住職の薗部忍慶が兼務住職に任じられ、翌1882年（明治15年）4月に佐伯泓澄から引き継ぎを受けて管理権が返還された。1884年（明治17年）3月には金堂基檀から奈良時代の鎮檀具が発掘された。
1897年（明治30年）6月10日の古社寺保存法の発布で北円堂、三重塔、五重塔が特別保護建築物に指定された。1902年（明治35年）1月15日に五重塔が、1910年（明治43年）3月には三重塔の修理が完了した。
1937年（昭和12年）10月30日の東金堂解体修理中に銅像仏頭（旧山田寺講堂本尊像）が発掘された。
1959年（昭和34年）2月に食堂の跡地に宝物収蔵庫（国宝館）が建設された。1962年（昭和37年）10月31日に大湯屋の解体修理が完了、1965年（昭和40年）6月30日に北円堂の解体修理が完了し、1970年（昭和45年）3月31日には菩提院大御堂の改築があった。
また、中金堂が老朽化してきたために不用になった薬師寺の旧金堂を譲り受け、1974年（昭和49年）11月23日に当寺に移築されて仮金堂（現・仮講堂）が建てられ、中金堂の諸仏が移された。
1979年（昭和54年）8月31日に三重塔の修理が完了。1996年（平成4年）3月31日には南円堂の修理が完了、同年4月12日には興福寺会館が竣工している。
1992年（平成4年）10月には学識経験者からなる『興福寺境内整備委員会』が発足し、1997年（平成9年）6月に「興福寺境内整備構想」が策定された。そして1998年（平成10年）10月1日から第1期境内整備が着手された。また、同年12月2日に「古都奈良の文化財」としてユネスコ世界遺産に登録された。
翌1999年（平成11年）から国の史跡整備保存事業として中金堂、回廊、中門、南大門、北円堂回廊、西室、中室、鐘楼、経蔵の発掘調査が進められた。
平城京での創建1300年を機に中金堂と南大門の再建が計画されると、仮再建された中金堂は2000年（平成12年）8月に解体され、再建工事が行われて2018年（平成30年）10月に落慶法要を迎えた（7日 - 11日）。檜の大木が国内で入手困難なため、宮大工棟梁の提案で中心部の巨柱はカメルーン産欅を使用した。
2023年（令和5年）に五重塔の大規模修理が開始された。屋根瓦の吹き替えや漆喰の塗り直しなどを2031年〈令和13年〉にかけて行う予定。

## 建築物の年表
- 和銅7年（714年）3月、藤原不比等が初代中金堂建立[3]。
- 養老5年（721年）8月3日、元明天皇・元正天皇が長屋王に命じて初代北円堂建立[3]。
- 神亀3年（726年）7月、聖武天皇が初代東金堂建立[3]。
- 天平2年（730年）秋、光明皇后が初代五重塔建立[3]。
- 天平6年（734年）1月11日、光明皇后が初代西金堂建立[3]。
- 弘仁4年（813年）、藤原冬嗣が初代南円堂建立[3]。
- 元慶2年（878年）4月8日、鐘楼・僧房焼失[3]。
- 寛仁元年（1017年）6月22日、初代五重塔・初代東金堂焼失[3]。
- 長元4年（1031年）10月20日、2代目五重塔・2代目東金堂再建[3]。
- 永承元年（1046年）12月24日、伽藍の多くを焼失した最初の大火である。初代中金堂・2代目東金堂・初代西金堂・初代講堂・2代目五重塔・初代南円堂焼失[3]。
- 永承3年（1048年）3月2日、2代目中金堂・2代目講堂・2代目南円堂再建[3]。
- 永承4年（1049年）2月18日、初代北円堂焼失[3]。
- 康平3年（1060年）5月4日、2代目中金堂・2代目講堂・中門・南大門・僧房焼失[3]。
- 治暦3年（1067年）2月25日、3代目中金堂・3代目講堂再建[3]。
- 承暦2年（1078年）1月27日、2代目西金堂・3代目五重塔再建[3]。
- 寛治6年（1092年）1月19日、2代目北円堂・食堂再建[3]。
- 嘉保3年（1096年）9月25日、3代目中金堂・3代目講堂・三面僧房・南大門焼失[3]。
- 康和元年（1099年）、康和南海地震で2代目西金堂小破・大門と回廊が倒れる。
- 康和5年（1103年）7月25日、4代目中金堂・4代目講堂再建[3]。
- 康治2年（1143年）12月、崇徳天皇の中宮・皇嘉門院が初代三重塔建立[3]。
- 治承4年12月28日（1181年1月13日）、平重衡による南都焼討によって東大寺と共に興福寺の主要な建造物が炎上した。4代目中金堂・2代目西金堂・4代目講堂・3代目五重塔・2代目南円堂焼失[3]。
- 養和2年（1182年）8月16日、3代目東金堂・3代目西金堂・5代目講堂上棟[3]。
- 元暦2年（1185年）7月頃、3代目東金堂・3代目西金堂再建。
- 文治2年（1186年）10月10日、5代目講堂再建。この頃食堂再建[3]。
- 文治4年（1188年）、5代目中金堂上棟。
- 文治5年（1189年）9月28日、3代目南円堂再建[3]。
- 建久5年（1194年）9月22日、5代目中金堂・南大門再建。興福寺伽藍はほぼ再建される[3]。
- 建仁3年（1203年）以前、重源が五重塔の心柱を施入する。
- 元久2年（1205年）2月22日、この頃4代目五重塔再建[3]。
- 承元4年（1210年）11月、3代目北円堂再建[3]。
- 鎌倉時代初期、2代目三重塔再建。
- 建治3年（1277年）7月26日、5代目中金堂・5代目講堂・三面僧房・中門・南大門焼失[3]。
- 正安2年（1300年）12月5日、6代目中金堂・6代目講堂再建[3]。
- 嘉暦2年（1327年）3月12日、6代目中金堂・3代目西金堂・6代目講堂・3代目南円堂・中門・南大門焼失[3]。
- 康永4年（1345年）、4代目西金堂再建。
- 貞和3年（1347年）、7代目中金堂再建。
- 文和5年（1356年）2月17日、3代目東金堂・4代目五重塔焼失[3]。
- 正平16年（1361年）、正平南海地震で7代目中金堂・4代目南円堂破損。
- 応安元年（1368年）6月1日、4代目東金堂上棟、数年内に再建[3]。
- 永和元年（1375年）6月16日、5代目五重塔上棟、数年内に再建[3]。
- 応永6年（1399年）3月11日、7代目中金堂修理完成。
- 応永18年（1411年）閏10月15日、4代目東金堂・5代目五重塔・大湯屋焼失[3]。
- 応永22年（1415年）6月26日、5代目東金堂再建[3]。
- 応永33年（1426年）、6代目五重塔・大湯屋再建。興福寺伽藍はほぼ再建される[3]。
- 文安6年（1449年）、山城・大和地震で築地塀が悉く壊れる。
- 明応3年（1494年）、地震で被害。
- 文禄4年（1595年）文禄検地で寺領2万1000石余が定める[3]。
- 宝永4年（1707年）、宝永地震で7代目中金堂の西回廊の一部が転倒。
- 享保2年（1717年）1月4日、7代目中金堂・4代目西金堂・7代目講堂・4代目南円堂・僧房・中門・南大門焼失[3]。
- 寛保元年（1741年）4月、5代目南円堂立柱[3]。
- 寛政元年（1789年）、5代目南円堂再建。
- 文政2年（1819年）9月25日、篤志家の寄進により8代目中金堂を仮堂として再建[3]。
- 慶応4年（1868年）、神仏分離令布告[3]。
- 明治3年（1870年）、上知令布告。堂塔以外の寺領没収[3]。
- 1874年（明治7年）、食堂・細殿が取り壊される[3]。
- 1880年（明治13年）、旧境内が奈良公園として開園[3]。
- 1881年（明治14年）2月9日、興福寺再興が許可される[3]。
- 1883年（明治16年）、警察署、奈良県庁、郡役所として使用されていた中金堂が返還される。
- 1891年（明治24年）、濃尾地震で石灯籠、築地塀、屋根瓦等に被害。
- 1897年（明治30年）、古社寺保存法公布。北円堂・三重塔・五重塔が特別保護建築物に指定[3]
- 1902年（明治35年）1月15日、五重塔の修理が完了する[3]。
- 1905年（明治38年）7月、6代目五重塔三重目の東北隅肘木に落雷が命中するが、大事には至らなかった。
- 1907年（明治40年）8月、6代目五重塔に避雷針が設置される。
- 1910年（明治43年）3月、三重塔の修理が完了する[3]。
- 1944年（昭和19年）、東南海地震で石灯籠など倒壊。
- 1959年（昭和34年）2月、食堂跡に国宝館が建設[3]。
- 1962年（昭和37年）10月31日、大湯屋の解体修理が完了[3]。
- 1965年（昭和40年）6月30日、北円堂の解体修理が完了[3]。
- 1968年（昭和43年）、菩提院大御堂から鎮壇具が発見[3]。
- 1970年（昭和45年）3月31日、菩提院大御堂の改築が完了[3]。
- 1974年（昭和49年）11月23日、講堂跡に仮金堂として薬師寺の旧金堂を移築[3]。
- 1979年（昭和54年）8月31日、三重塔の修理が完了[3]。
- 1996年（平成8年）3月31日、南円堂の修理が完了[3]。
- 1996年（平成8年）4月12日、興福寺会館が竣工[3]。
- 2000年（平成12年）7月31日、8代目中金堂が解体[3]。
- 2010年（平成22年）10月、9代目中金堂立柱式。再建工事が開始[3]。
- 2014年（平成26年）5月、中金堂再建上棟式[3]。
- 2018年（平成30年）10月、9代目中金堂再建[3]。仮金堂が仮講堂（8代目講堂）に名称を改める。
- 2023年（令和5年）7月、五重塔の修理が開始される。

## 建築儀式 番匠
興福寺のような高貴な建物を建てる棟梁を「番匠」（ばんしょう）といい、2014年（平成26年）、興福寺において番匠棟上槌打という儀式が披露された。この儀式を保存するため、1968年（昭和43年）、番匠保存会が設立された。番匠は、建築の全てに携わるものに災いが起きぬよう邪気を祓い去る陰陽道の祭祀祭礼の儀法を持ち合わせ、戦国時代、陰陽師が迫害を受けても刀鍛冶と同様、高い地位に位置付けられた「番匠」が口述伝承し、のちに書物化した「木割書」（きわりしょ）から、家相は生み出されたものであると、名古屋工業大学名誉教授内藤昌は述べている。

## 門跡
興福寺には「興福寺両門跡」と呼ばれる2つの子院があった。一乗院と大乗院である。
一乗院門跡は、平安時代後期の第6代門主覚信が関白藤原師実の子息だったことをきっかけに、代々摂関家あるいは皇族が門主を務める門跡寺院の一つとなった。その後、五摂家分立以降は近衛家の管領するところとなり、近衛家流（近衛家・鷹司家）の子弟が門主となる例が多かった。足利義昭は、元々近衛尚通の猶子として法名「覚慶」を名乗り一乗院の門跡となっていた。兄である足利義輝の殺害にともない還俗し、織田信長の援助を得て室町幕府将軍となったのである。大和の国衆で後に戦国大名化した筒井氏は一乗院の衆徒の筆頭であった。江戸時代に入って、後陽成天皇の皇子尊覚法親王が門主となったのをきっかけに親王が門主を務めるケースも増えた。たとえば、久邇宮朝彦親王は、元は一乗院の門主で、その後に青蓮院へ移ったのである。摂関家や親王家と同様に諸大夫以下の専属の家司もおり、摂関家・親王家と同格の立場を誇っていた。また奈良だけではなく、京都今出川の桂宮邸と御所の間に「里坊」と呼ばれる屋敷を持っていた。
大乗院門跡は、これも藤原師実の子息である尋範が門主となったのをきっかけに門跡寺院となった。こちらは九条家の管領に属し、九条流（九条家・二条家・一条家）の子弟が門主を務めるところであった。戦国時代には、日記『大乗院寺社雑事記』で著名な門主尋尊（一条兼良の子）が出ている。また、足利義昭が将軍の地位を追われた後と、義昭のひとり息子が出家して法名を義尋と名乗り、大乗院の門主となっている。一乗院が筒井氏を衆徒としたように、大乗院も古市氏を衆徒としている。諸大夫以下の家司や里坊を有し、摂関家・親王家と同様の格式を誇ったことは一乗院と同様であるが、親王が門主となった例はない。
興福寺の最高職である別当は、一乗院門主と大乗院門主が交互に就任する習わしだった。ただし、平家による南都焼討直後の時期に第44代別当となった信円 に限っては、例外的に一乗院門跡と大乗院門跡の双方を、他の幾つかの院家と共に兼帯している。また、両門跡に属する門主以外の者が別当に就任した例もある。
また、興福寺がその権限を行使していた大和国守護職については諸説ある。別当が権限を有していた説、両院の門主が共同で権限を行使していたとする説、門主が別当の時は別当が全権を行使し、それ以外の者が別当の時は別当と両院が共同で権限を行使していたとする説である。江戸時代には世俗的権力を失い、江戸幕府から一定の知行（一乗院が1,492石、大乗院が951石）を与えられた単なる寺院となった。両院とも明治の廃仏毀釈で廃寺となった。

## 中金堂
2018年（平成30年）10月再建。9代目。創建当初の建物は藤原鎌足発願の釈迦三尊像を安置するための、寺の中心的な堂として和銅3年（710年）の平城京遷都直後に藤原不比等によって造営が始められたと推定され、 和銅7年（714年）3月に建立されたとする。後に東金堂・西金堂が建てられてからは中金堂と呼ばれるようになった。創建以来たびたび焼失と再建を繰り返したが、江戸時代の享保2年（1717年）の火災による焼失後は1世紀以上再建されず、文政2年（1819年）に町屋の篤志家達の寄付によってようやく再建された。この文政再建の堂は仮堂で、規模も従前の堂より一回り以上小さかったが、1959年（昭和34年）の国宝館の開館までは、高さ5.2メートルの千手観音立像をはじめ、国宝館で現在見られる仏像の多くを堂内に安置していた。また、朱色に塗られていたため「赤堂」として親しまれていた。あくまで仮の堂として建てられたため、長期使用を想定しておらず、長年の使用に不向きである安価な松材が使用され、瓦も安物が使われており、経年による雨漏りは年々ひどくなっていった。そこで、仏像への雨漏り被害を防ぐために1974年（昭和49年）11月23日に中金堂北側の講堂跡地に仮金堂（現・仮講堂）として薬師寺の旧金堂を移築し、本尊の釈迦如来坐像などがそちらに移された。文政再建の仮堂の中金堂は老朽化のため移築再利用も不可能と判断され、一部の再利用できる木材を残して2000年（平成12年）に解体された。その後、中金堂解体後に発掘調査が行われ、創建当初の姿を再現した新・中金堂の建設と境内各所の整備が始められた。創建1,300年となる2010年（平成22年）に中金堂再建工事が着工され、2017年（平成29年）、翌年に中金堂が完成するのを見越し仮金堂内の諸仏を早くも中金堂に移し、2018年（平成30年）10月に9代目となる中金堂が落慶した。
- 釈迦如来坐像 - 当寺本尊。5代目で文化8年（1811年）に仏師・赤尾右京により作られた。像高283.9cm、桧材、寄木造、漆箔、彫眼。
- 木造薬王菩薩・薬上菩薩立像（重要文化財） - 像高3.6メートルの巨像。現在は本尊・釈迦如来坐像の両脇に安置されるが、本来は廃絶した西金堂本尊・釈迦如来像の脇侍として、鎌倉時代の建仁2年（1202年）に造立されたもの。
- 木造四天王立像（国宝） - 鎌倉時代の作。この四天王像の当初の安置場所や作者は不明であるが[22]、2017年（平成29年）までは南円堂に安置されていた。南円堂本尊の不空羂索観音像と同様、本四天王像も運慶の父・康慶一門の作であると長らく信じられていたが、藤岡穣が1990年（平成2年）に発表した論考で、当時の中金堂（仮金堂）に安置されていた現・南円堂安置の四天王像が、元から南円堂にあった康慶作の像であると指摘して以降、これが定説となった。本四天王像は2017年（平成29年）に東京国立博物館で開催された「運慶展」後に、康慶作の四天王像と入れ替わる形で中金堂に移された[23]。また、多聞天を除く3躯について、持国天と考えられていた像は増長天、増長天と考えられていた像は広目天、広目天と考えられていた像は持国天であることから、それを踏まえた安置となっている。これらの像はもともと北円堂にあったと想定されている。

## 東金堂
国宝。応永22年（1415年）再建。5代目。平面は桁行七間、梁間四間。屋根は一重、寄棟造、本瓦葺である。1897年（明治30年）12月28日、当時の古社寺保存法に基づく特別保護建造物（文化財保護法における「重要文化財」に相当）に指定。1952年（昭和27年）3月29日、文化財保護法に基づく国宝に指定されている。西国薬師四十九霊場第4番札所。東金堂は神亀3年（726年）に聖武天皇が伯母にあたる元正上皇の病気平癒を祈願し、薬師三尊像を安置する堂として創建された。治承4年（1180年）の兵火による焼失後、文治3年（1187年）に興福寺の僧兵・東金堂衆は飛鳥の山田寺（現・奈良県桜井市）にあった天武天皇14年（685年）に蘇我倉山田石川麻呂の冥福を祈って造立されたものと思われる講堂の本尊・薬師三尊像を強奪し、それを新たな東金堂の本尊として安置した。東金堂はその後、応永18年（1411年）に五重塔と共に焼け、現在の建物は応永22年（1415年）の再建となる室町時代の建築である。様式は、唐招提寺金堂を参考にした天平様式。平面規模は、創建時の堂に準じている。堂内には以下の諸仏を安置する。
- 銅造薬師三尊像（重要文化財） - 中尊は応永18年（1411年）の火災後の再興像で室町時代の作。脇侍の日光菩薩像・月光菩薩像は応永の火災の際に救出されたもので、奈良時代の作である。
- 木造維摩居士坐像（国宝） - 本尊薬師如来像の向かって左に安置。鎌倉時代、建久7年（1196年）、定慶の作。維摩は大乗仏教の重要経典の一つである『維摩詰所説経（維摩経）』に登場する伝説上の人物で、在家仏教徒の理想像とされる。興福寺では山階寺の創建直後に藤原鎌足が維摩経を講賛・供養する維摩会を始めさせ、以後、最重要の法会の一つとして現在に至るまで毎年10月に執り行われている。その経緯などから維摩は藤原氏の篤い信仰を集め、また興福寺においても特に重要な存在と見なされている。実在の老人のようにリアルに表現されている。
- 木造文殊菩薩坐像（国宝） - 本尊薬師如来の向かって右に安置され、上記維摩居士像と対を成す。作者は不明だが、維摩像と同じ頃、定慶の手になるものと推定される。維摩経のクライマックスにあたる文殊と維摩の問答の場面を表現したものである。
- 木造四天王立像（国宝） - 堂内四隅に安置。堂内の他の像より古く、平安時代前期の重厚な作風の像。最初からあった像ではなく、どこから移安されたかは不明。
- 木造十二神将立像（国宝） - 薬師如来を守護する12の眷属の像。鎌倉時代、建永2年（1207年）頃の作。各像のダイナミックな姿勢と12体の個性を彫り分けた群像表現が見所である。

## 五重塔
国宝。応永33年（1426年）再建。6代目。本瓦葺の三間五重塔婆である。1897年（明治30年）12月28日、当時の古社寺保存法に基づく特別保護建造物（旧国宝（文化財保護法における「重要文化財」に相当））に指定。1952年（昭和27年）3月29日、文化財保護法に基づく国宝に指定されている。創建は天平2年（730年）で光明皇后の発願によるものである。現存の塔は、応永33年（1426年）の再建であるが、高さは50.1メートルで、現存する日本の木造塔としては東寺五重塔に次いで高いものである。
明治初期、廃仏毀釈政策に基き、奈良県令四条隆平より塔撤去の命令が出て、頂上に網をかけて引き倒そうとしたが、叶わず、焼却のため周りに柴が積まれたが、類焼を恐れた近隣住民の反対により中止された。
1905年（明治38年）7月には三重目の東北隅肘木に落雷が命中し黒煙をはくが、大事には至らなかった。これにより、1907年（明治40年）8月に避雷針を設置している。
1902年（明治35年）に修理を終えて以来、2024年（令和5年）7月からおよそ120年ぶりに本格修理が始まっている。

## 北円堂
国宝。承元4年（1210年）再建。屋根を一重、本瓦葺とする八角円堂である。1897年（明治30年）12月28日、当時の古社寺保存法に基づく特別保護建造物（文化財保護法における「重要文化財」に相当）に指定。1952年（昭和27年）3月29日、文化財保護法に基づく国宝に指定されている。北円堂は養老5年（721年）8月に藤原不比等の一周忌に際して元明上皇・元正天皇の両女帝が長屋王に命じて創建させたものである。現在の建物は承元4年（1210年）の再建で、興福寺に現存する中で最も古い建物である。法隆寺夢殿と同様、平面が八角形の「八角円堂」である。かつては回廊の復元を計画されたこともあり、現在はその基壇が復元されている。
- 木造弥勒仏坐像（国宝） - 本尊。晩年の運慶が一門の仏師を率いて建暦2年（1212年）頃に完成させたもの。
- 木造法苑林菩薩・大妙相菩薩半跏像 - 弥勒仏の脇侍像だが、制作年代は室町時代に下る。
- 木造無著菩薩・世親菩薩立像（国宝） - 無著・世親の兄弟は5世紀頃のインドで活動した唯識教学の祖で、興福寺が属する法相宗で尊ばれている。本尊弥勒像と同じ頃、運慶一門の作。鎌倉時代のリアリズム彫刻の頂点をなす作品で、日本の肖像彫刻の最高傑作の1つとして高い評価を得ている。※右列に画像あり。
- 木心乾漆四天王立像（国宝） - 堂内の他の諸仏より古く平安時代のごく初期の像である。弘安8年（1285年）の修理銘によると、本来は大安寺のもので、延暦10年（791年）に造立されたという。なお、本来は現在中金堂に安置されている四天王像が、北円堂の本来像ではないだろうかと判断する学説が根強い。

## 南円堂

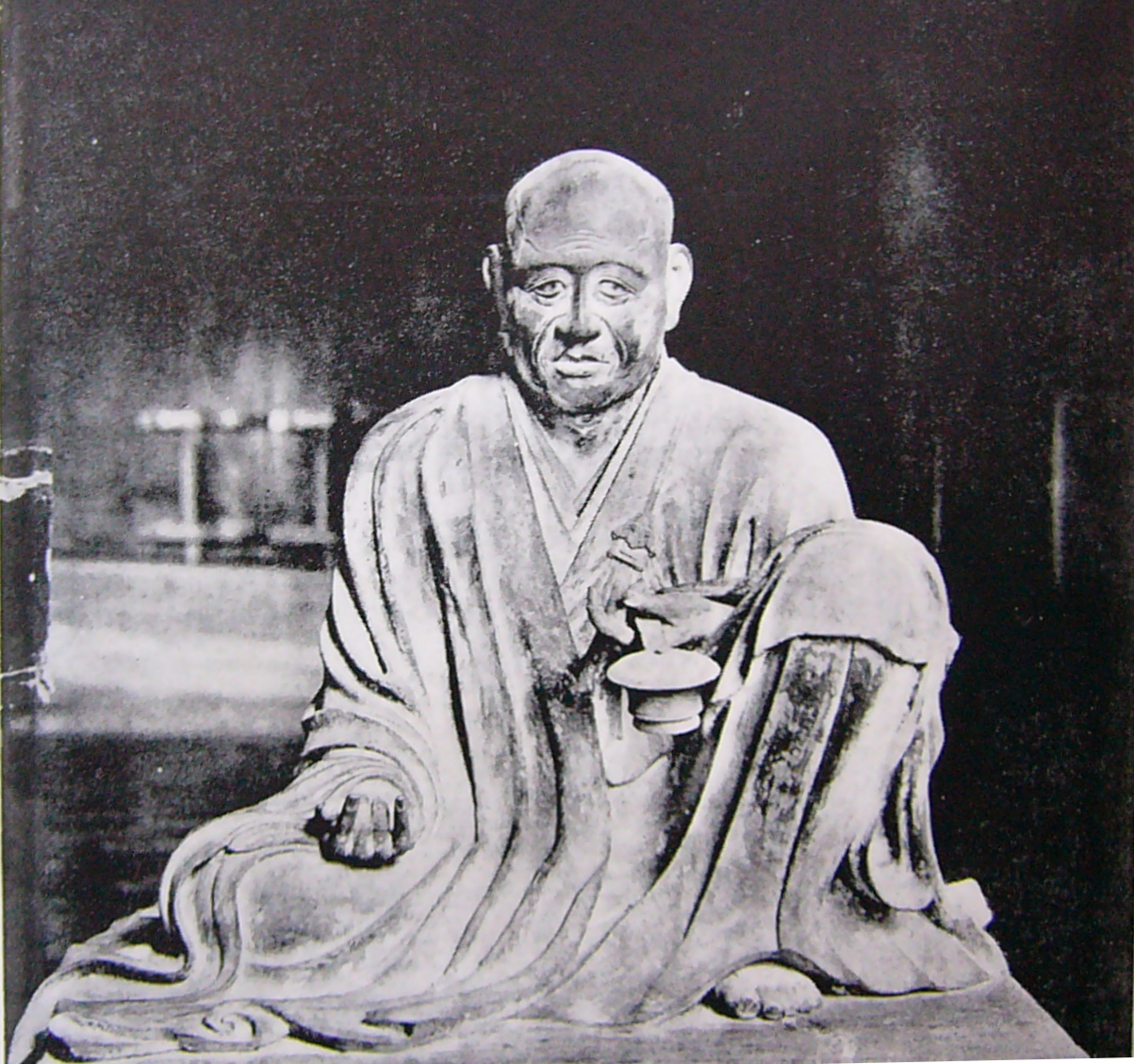
伝・行賀像／法相六祖像の1躯

重要文化財。寛保元年（1741年）4月立柱、寛政元年（1789年）再建。4代目。屋根を一重、本瓦葺とする八角円堂で、正面に拝所が付属する。1986年（昭和61年）12月20日 、文化財保護法に基づく重要文化財に指定されている。西国三十三所第9番札所。南円堂は藤原北家の藤原冬嗣が父・内麻呂の追善のために弘仁4年（813年）に創建した八角堂である。創建時の本尊は、もと興福寺講堂に安置されていた不空羂索観音像であった。この像は天平18年（748年）、その前年に没した藤原房前の追善のため、夫人の牟漏女王、子息の藤原真楯らが造立したものであった。堂は西国三十三所第9番札所として参詣人が絶えないが、堂の扉は常時閉ざされており、開扉は10月17日の大般若経転読会という行事の日のみである（2002年（平成14年）秋、2008年（平成20年）秋、2013年（平成25年）春に特別開扉が行われた）。堂内には本尊である不空羂索観音坐像の他、四天王立像と法相六祖像を安置する。堂の前に生える「南円堂藤」は南都八景の一つで、毎年、美しい花を咲かせている。南円堂と木造不空羂索観音坐像は、日本遺産『1300年つづく日本の終活の旅〜西国三十三所観音巡礼〜』の構成文化財になっている。
- 木造不空羂索観音坐像（国宝） - 運慶の父・康慶一門の作で、文治5年（1189年）に完成。坐像で高さ336センチの巨像である。
- 木造四天王立像（国宝） - 元々南円堂にあったもの。その後、仮金堂に移されていたが、2017年（平成29年）に東京国立博物館で開催された「運慶展」後に南円堂に戻された[23]。運慶の父・康慶一門の作。2018年（平成30年）度に国宝指定[32][33]。
- 木造法相六祖坐像（国宝） - 運慶の父・康慶一門の作。玄賓、行賀、玄昉、神叡、常騰、善珠という、法相宗の6名の高僧の肖像。（※右列に伝・行賀像の画像あり）

## 国宝館

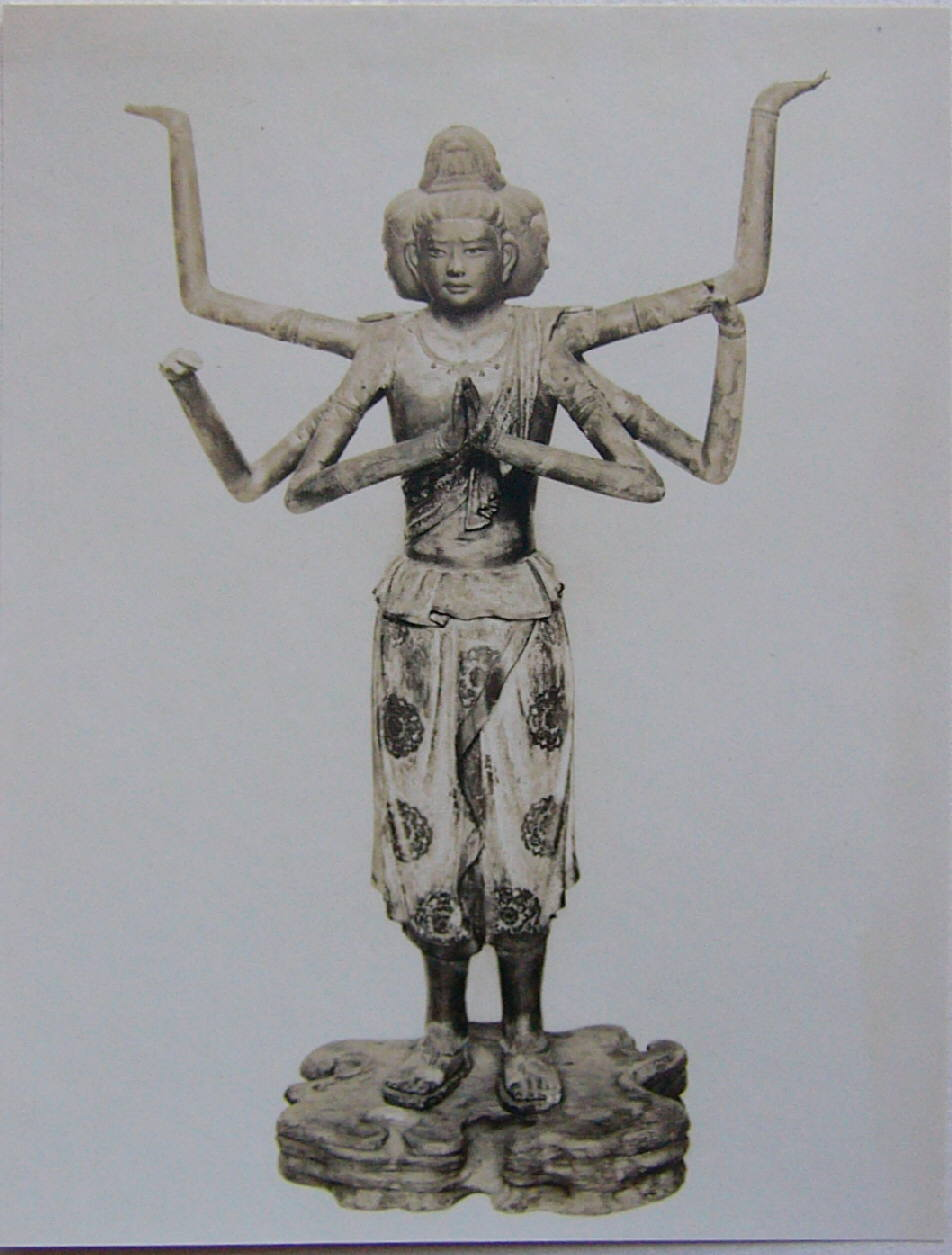
阿修羅像／八部衆像の1躯

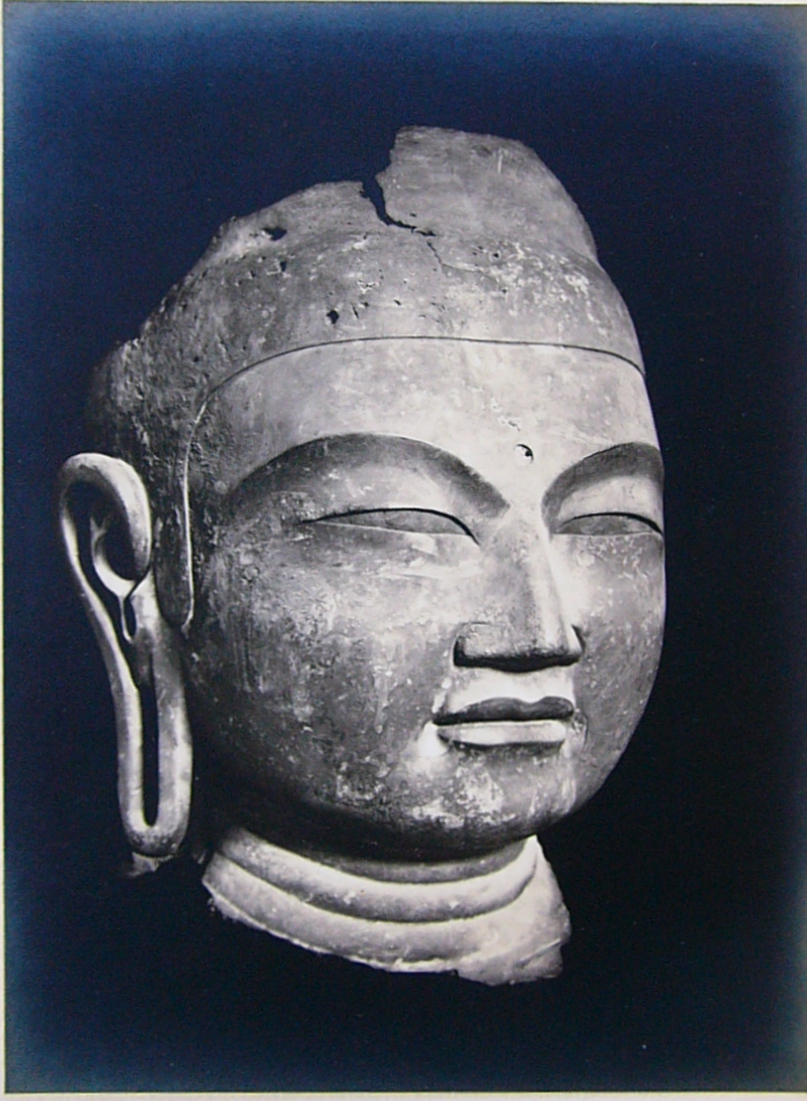
旧山田寺仏頭

文化財の収蔵と展示を目的とする耐火式収蔵施設で、1959年（昭和34年）に食堂及び細殿の跡地に建てられた。鉄筋コンクリート構造であるが、外観は創建時の食堂と細殿、すなわち奈良時代の寺院建築を模したものとなっている。国宝館の内部には、食堂の本尊であった巨大な千手観音立像（高さ5.2メートル）が中央に安置され、仏像を始めとする多くの寺宝が展示されている。2010年（平成22年）3月にリニューアルオープンし、従前に比べ展示点数が増えた。文化財に与える悪影響が少ないLED照明が採用されたことにより、多くの仏像がガラスケースなしで見られるようになった。その後、2017年（平成29年）1月から12月までの1年間休館して耐震改修工事を施工、2018年（平成30年）1月に再度リニューアルした。館長には小西正文や金子啓明が歴任し、現在は当山貫首が兼務している。詳細は興福寺の仏像を参照。
- 乾漆八部衆立像（国宝） - 奈良時代の作。もと西金堂本尊釈迦如来像の周囲に安置されていた群像の1つ。五部浄、沙羯羅（しゃがら）、鳩槃荼（くはんだ）、乾闥婆（けんだつば）、阿修羅、迦楼羅、緊那羅、畢婆迦羅（ひばから）の8体が揃って現存するが、五部浄像は大破して胸から下の体部が失われている。中でも三面六臂（顔が3つで手が6本）の阿修羅像が著名である。（※右列に阿修羅像の画像あり）
- 乾漆十大弟子立像6躯（国宝） - 奈良時代の作。八部衆像と共に、西金堂本尊釈迦如来像の周囲に安置されていた群像の一つである。当然ながら制作当初は10体の群像であったが、4体は明治時代に寺外へ流出し、舎利弗、目犍連（もくけんれん）、須菩提、富楼那、迦旃延、羅睺羅（像名はいずれも寺伝による）の6体のみが寺に現存する。寺外に流出した4体は、明治時代の古写真に写っているがいずれも破損が激しい。これら4体のうち、大倉集古館旧蔵の1体（伝・優波離像）は関東大震災で焼失した。他の3体は以下の所蔵先に現存するが、いずれの像も原形を留めていない。
  - 伝・阿難像（個人蔵） - 1922年（大正11年）に武藤山治が菅原大三郎に修理させたもの。像は大破しており、多くの欠失部分を補って復元されたものとされるが、詳細不明。2014年（平成26年）3月にニューヨークで行われたクリスティーズのオークションに出され66万5千ドルで落札された。
  - 伝・大迦葉像（大阪市立美術館蔵） - 旧田万コレクション。頭部のみ残存。
  - 像名不詳心木（東京藝術大学大学美術館蔵） - 両足先と衣の裾の部分がかろうじて残存する。像名不詳心木[注 4]
- 銅造仏頭（国宝） - 旧山田寺仏頭。白鳳時代の作で頭部のみ残っているが、白鳳文化を代表する作品である。元は飛鳥の山田寺（現・奈良県[桜井市）講堂の本尊・薬師三尊像の中尊像で、興福寺の僧兵が略奪してきたものである。薬師三尊像は東金堂本尊として祀られていたが、室町時代に火災に遭い、両脇侍像は助け出されたが中尊像は頭部だけがかろうじて焼け残った。この火災により、左耳付近が大きく変形している。この頭部は新しく作った本尊像の台座内に納められて長らく人目にふれず、1937年（昭和12年）に再発見された。この時には他に、類例の少ない銀製の仏像の腕（重要文化財）も発見されている。（※右列に仏頭の画像あり）
- 木造仏頭（重要文化財） - 廃絶した西金堂の旧本尊・釈迦如来像の頭部。鎌倉時代の作。頭部のほかに両手の一部、光背を飾っていた飛天像と化仏（小型の仏像）も残っている。従来、運慶の父・康慶の兄弟子・成朝の作とされていたが、近年、興福寺別当（住職）信円の日記の記述から、文治2年（1186年）1月に運慶によって作られたとする説が有力となっている。
- 木造金剛力士立像（国宝） - もと西金堂安置。鎌倉時代の作。定慶作とする説もある。（※右列に画像あり）
- 木造天燈鬼・龍燈鬼立像（国宝） - もと西金堂安置。大きな燈篭を天燈鬼は肩にかつぎ、龍燈鬼は頭上で支える。架空の存在を写実的かつユーモラスに表現した鎌倉期彫刻の傑作である。龍燈鬼像は運慶の子息である康弁の建保3年（1215年）の作で、天燈鬼も同人か周辺の仏師の作と思われる。（※右列に画像あり）
- 木造千手観音立像（国宝） - もと食堂（じきどう）本尊。現在は、食堂跡地に建つ国宝館の中央に安置される[注 5]。高さ5.2メートルの巨像で、像内納入品の銘記から鎌倉時代、寛喜元年（1229年）頃の完成と推定される。この千手観音像は記録によると造像開始から完成まで4半世紀の歳月を要した。当初の造像担当者であった成朝は運慶の父・康慶の兄弟子にあたり、康慶よりも正当な慶派の後継者であった。しかし成朝は病弱であったため千手観音像の制作途中で亡くなったと推定されている。その後放置されていたものが何らかの理由で制作が再開され、別の仏師の手により完成された。像の部材は制作が中止されている間風雨に晒されていたらしく、内部の木肌は酷く痛んだ状態であった。
- 板彫十二神将像（国宝） - 平安時代11世紀半ばの作。日本では珍しい檜板に浮き彫りで制作された仏像で、現在は剥落しているが、もとは彩色されていた。12面完存している。像容は誇張的にデフォルメされており、武神像でありながらどこかユーモラスな雰囲気が漂う。厚さ3cmほどの板に彫られたとは思えないほど立体感と奥行きが感じられ、特に顔や手足の筋肉は微妙な段差と起伏によって巧みに表されており、作者の高い技量を見て取ることができる。10世紀末期に活躍した画僧・玄朝（源朝）の図様を元に制作された。江戸時代の文献には、この板彫を指すと見られる十二神将像が東金堂にあったという記載があるが、それ以前の伝来については解っていない。十二神将は薬師如来を守護し、仁和寺の薬師如来坐像の台座には十二神将を彫った作例があることから、元々は薬師如来像の台座側面に貼られていたと推測される。
- 金銅燈籠（国宝） - 南円堂前に立っていた銅製の燈籠。現在は国宝館に展示されている。平安時代初期の弘仁7年（816年）の銘があり、紀年銘のある燈籠としては日本最古のものである。別置される火袋羽目の文字は当代の書道史の遺品としても貴重。

## 伽藍

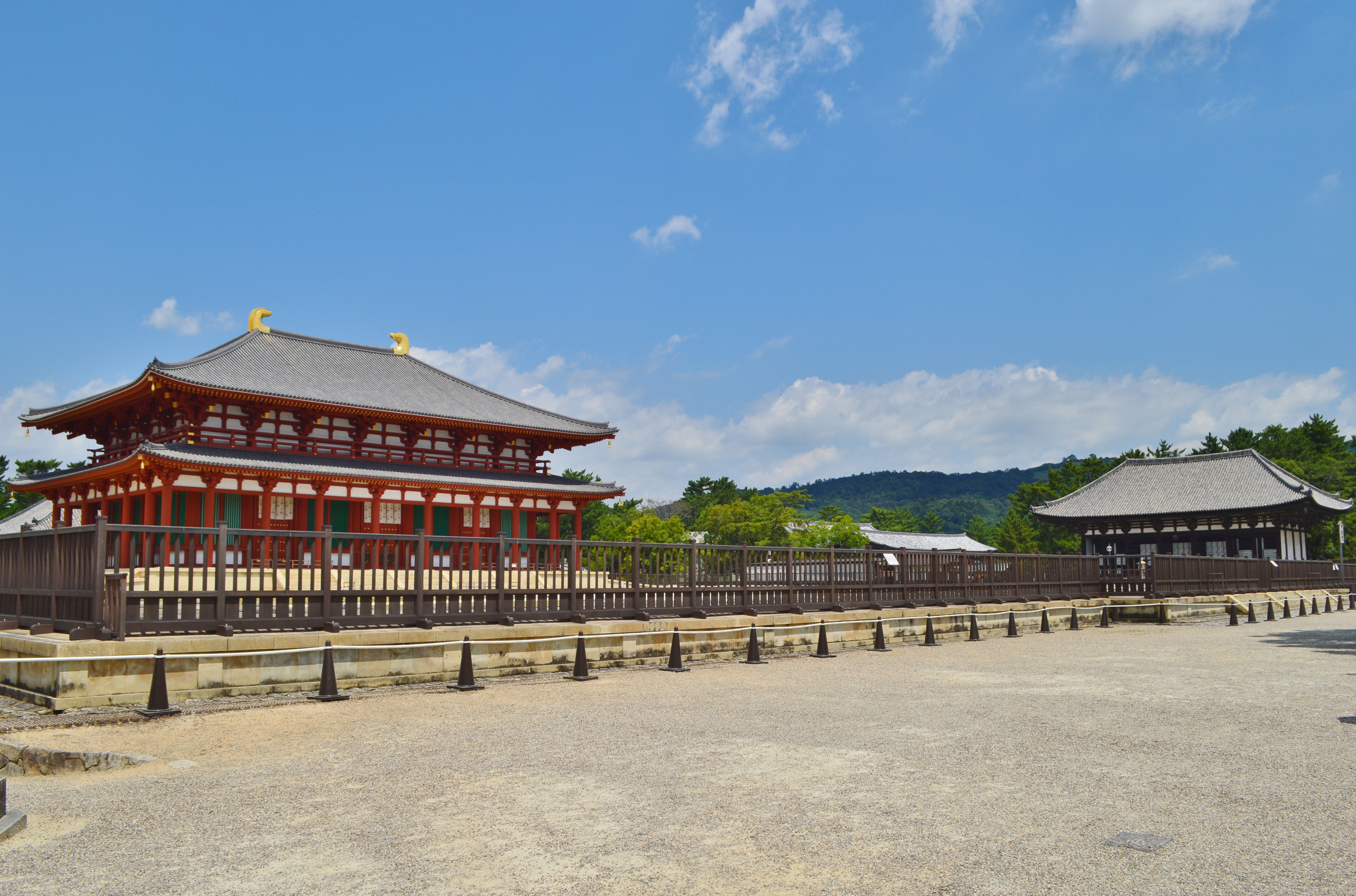
中金堂（左）と東金堂（右）

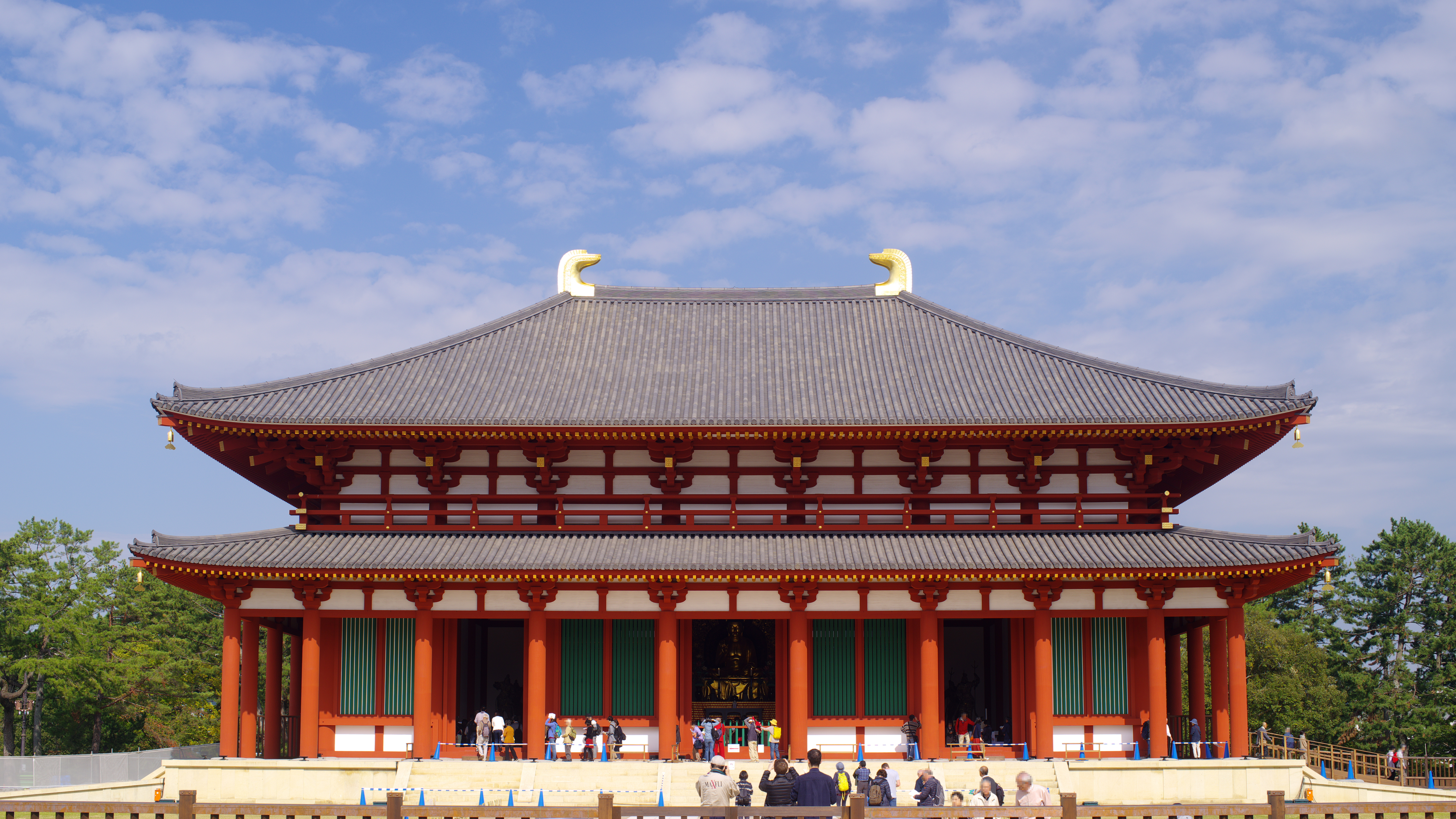
中金堂

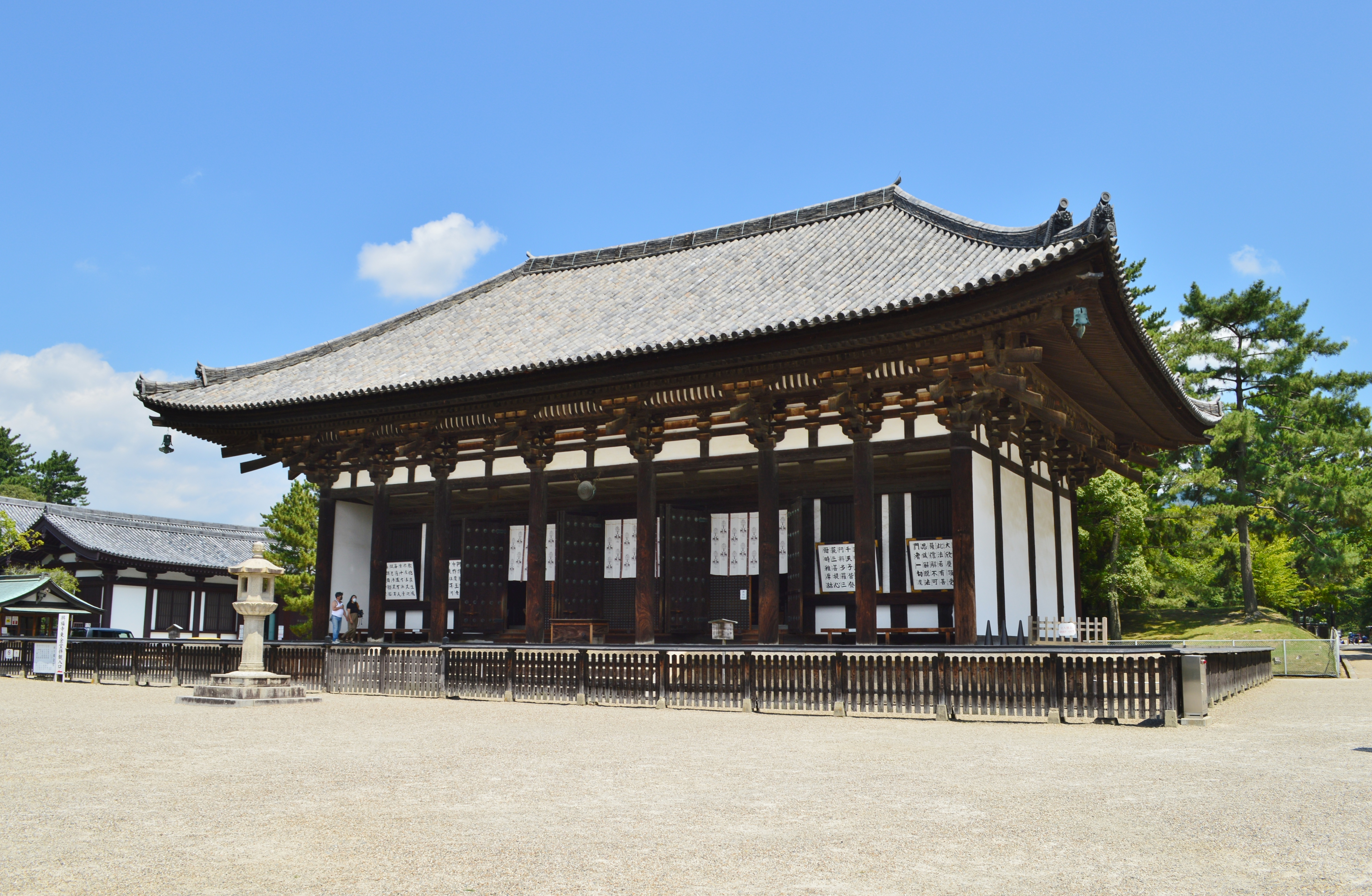
東金堂

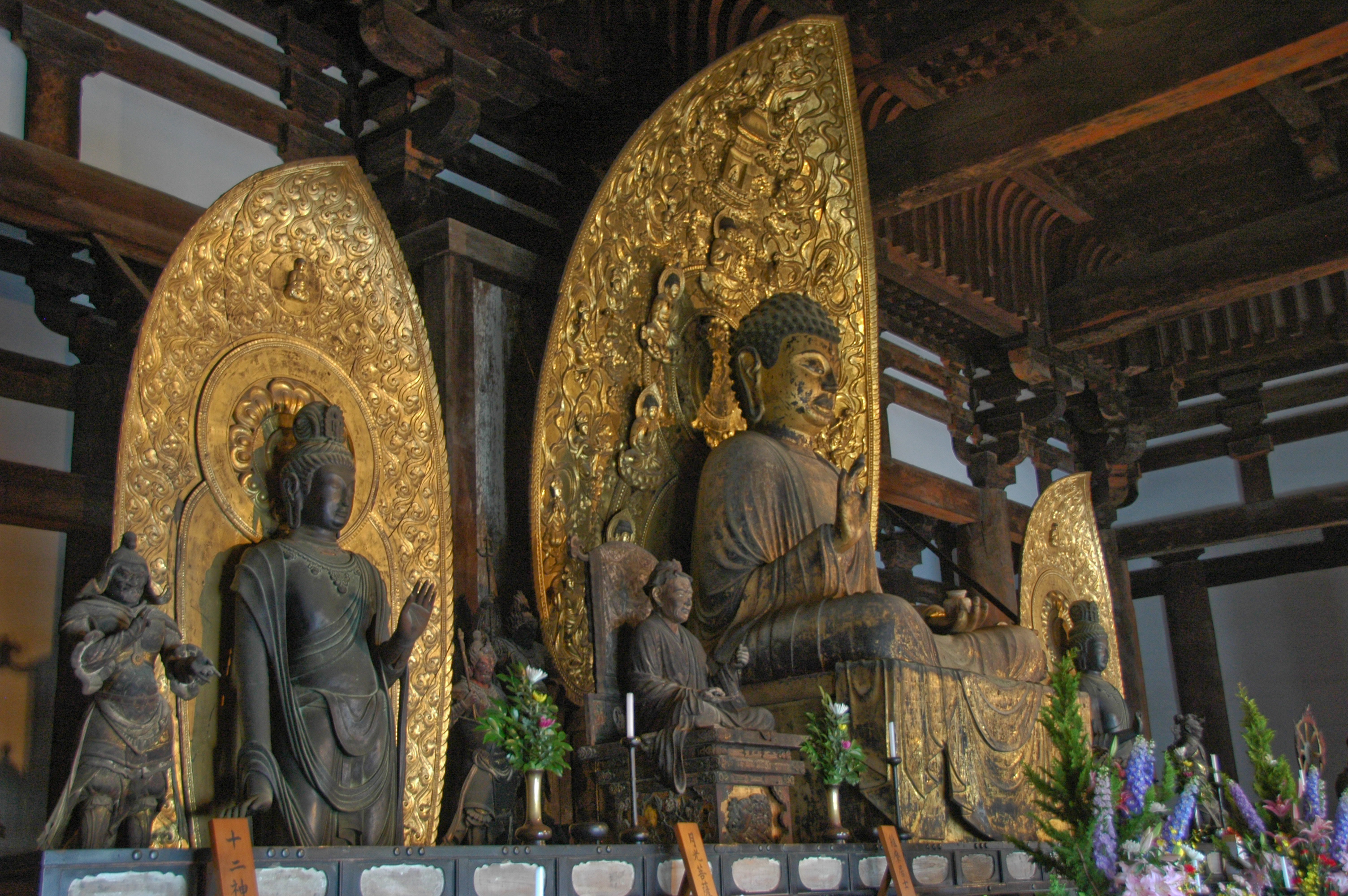
東金堂内の諸仏

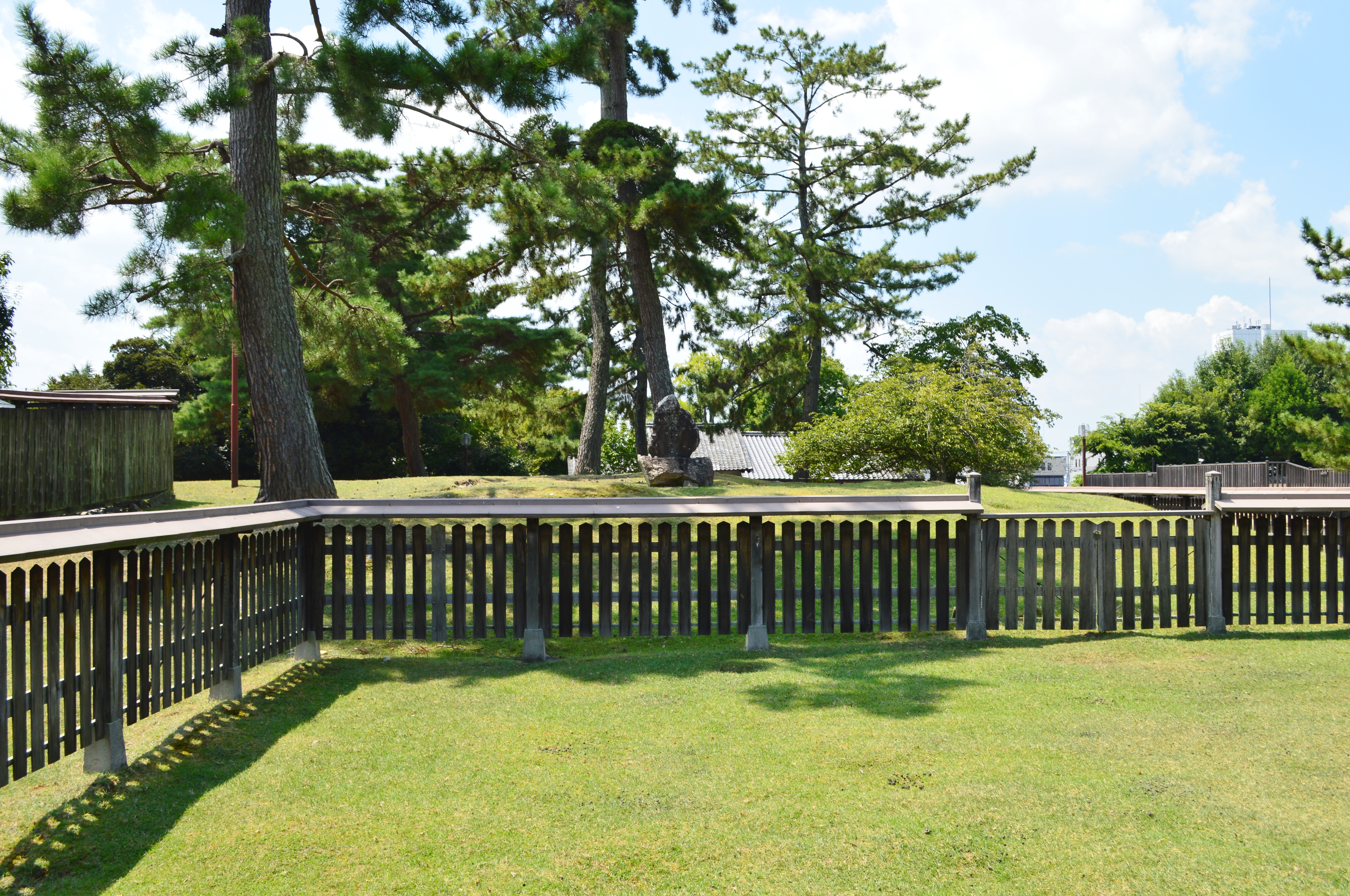
西金堂跡

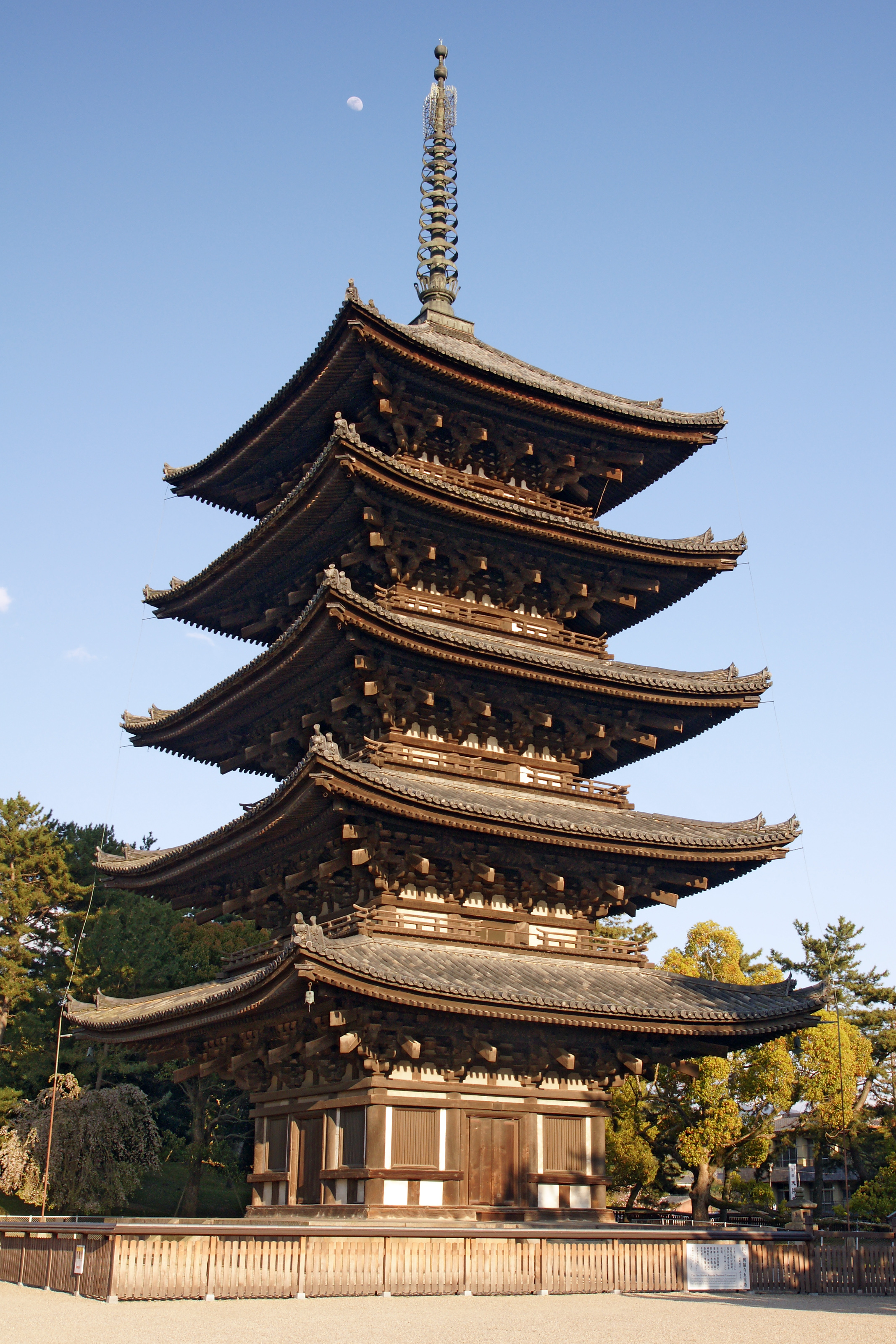
五重塔

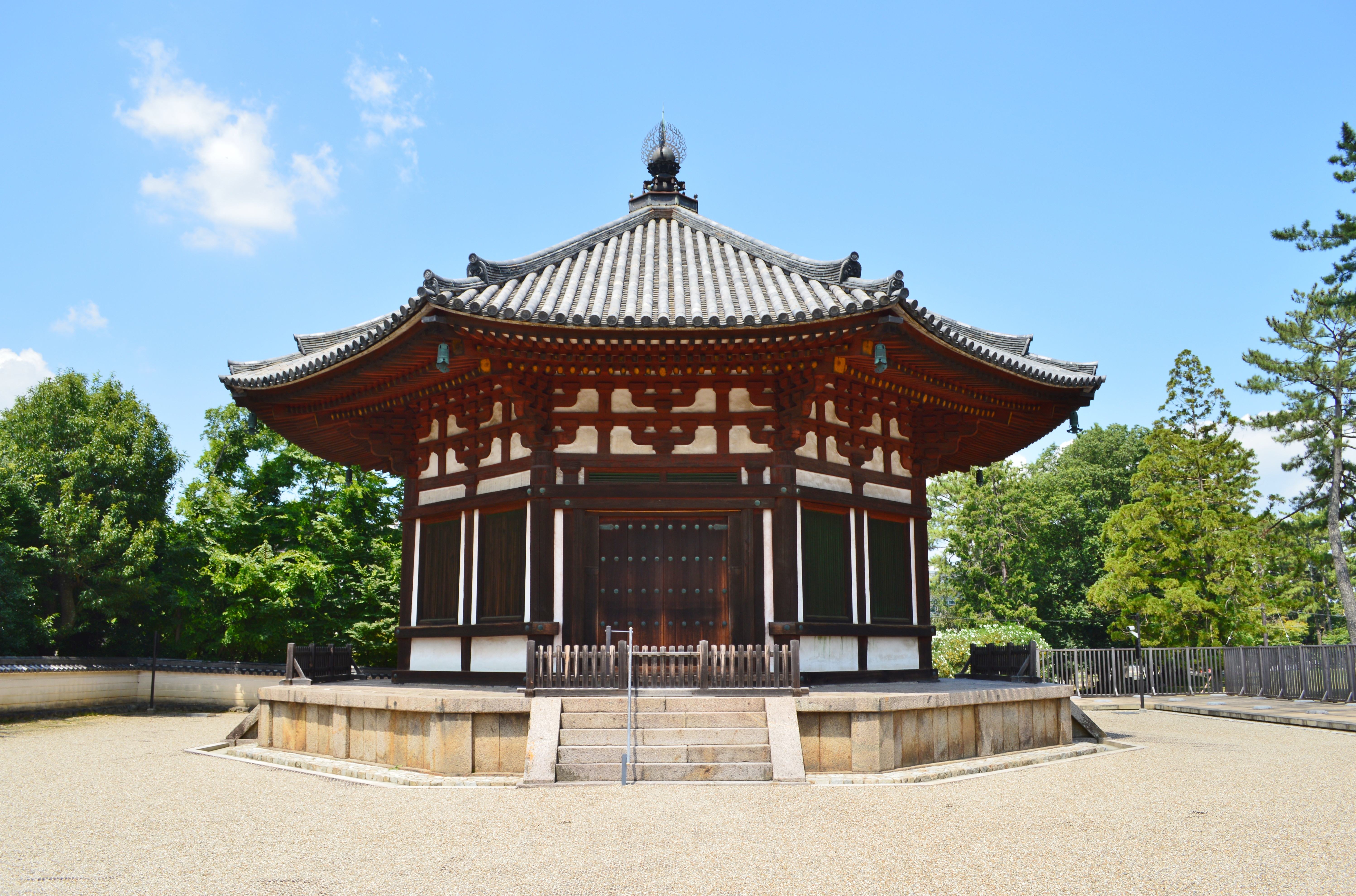
北円堂

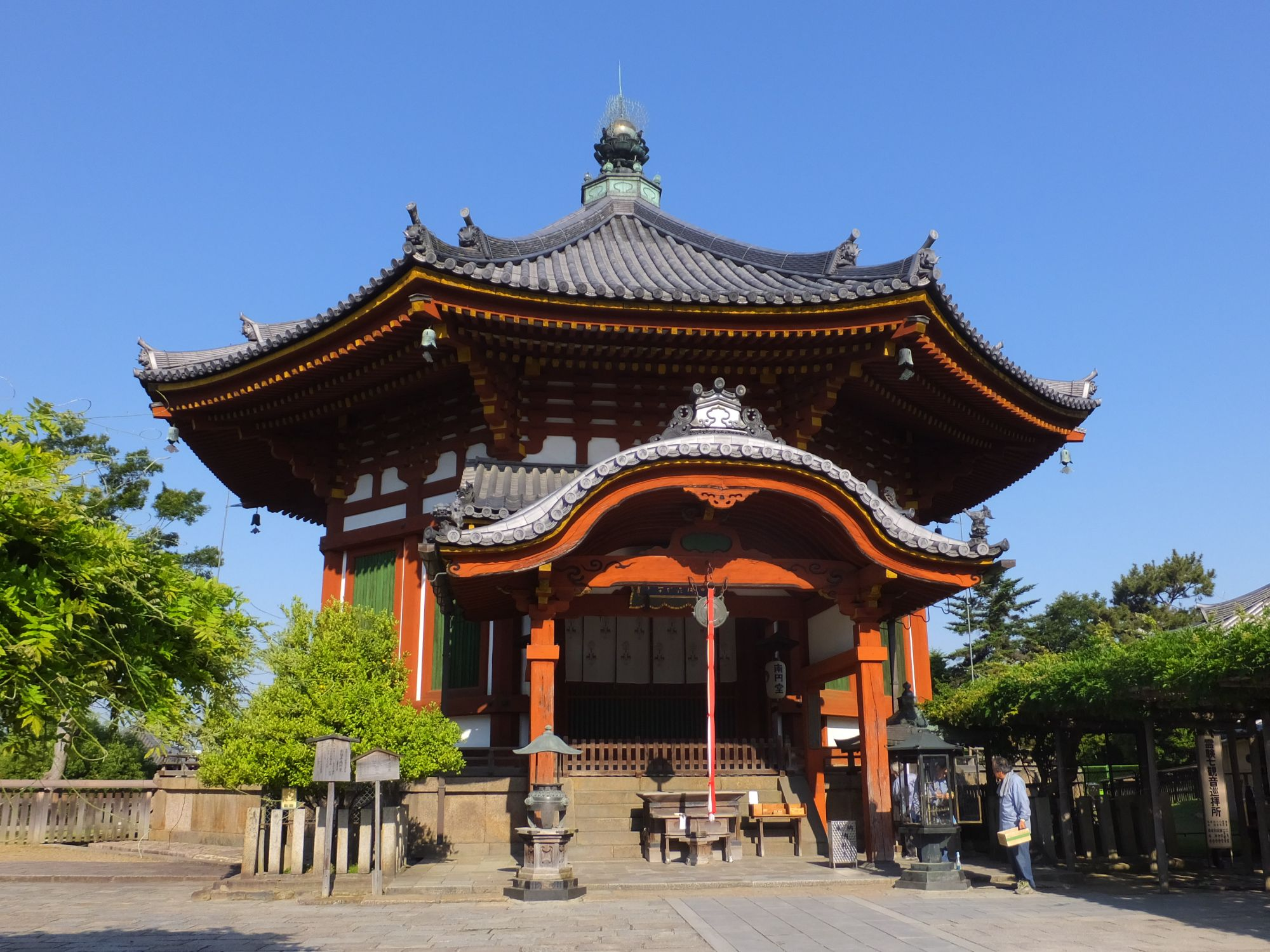
南円堂

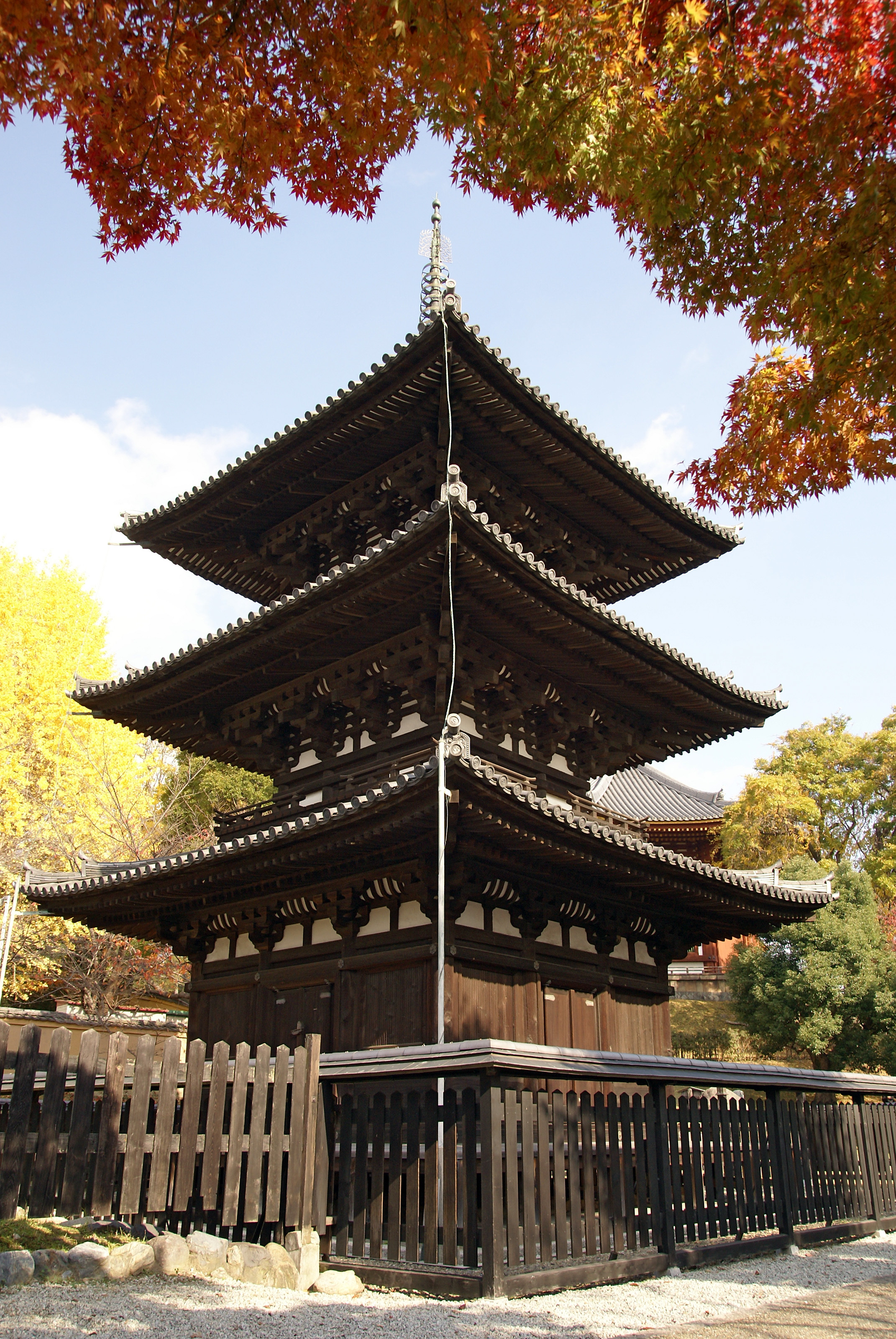
三重塔、秋景

かつての興福寺には、中金堂（ちゅうこんどう）、東金堂（とうこんどう）、西金堂（さいこんどう）という3つの金堂があり、それぞれに多くの仏像を安置していた。寺の中心部には、南から北に、南大門、中門、中金堂、講堂が一直線に並び、境内東側には、南から、五重塔、東金堂、食堂（じきどう）が、境内西側には、南から、南円堂（なんえんどう）、西金堂、北円堂（ほくえんどう）が建っていた。この他、境内南西隅の一段低い土地に三重塔が、境内南東部には大湯屋がそれぞれ建てられた。これらの堂宇は創建以来火災に度々見舞われ、焼失と再建を繰り返してきた。明治時代以降、興福寺の境内は奈良公園の一部と化し、寺域を区切っていた塀や南大門もなくなり天平時代の整然とした伽藍配置を想像することは困難になっている。「興福寺の仏像」も参照。
- 中金堂 - 2018年（平成30年）10月再建。解説は既述。
- 経蔵跡 - 基壇が復元されている。
- 鐘楼跡 - 基壇が復元されている。この位置にあったとされる鐘楼は、裾がスカート状に広がる「袴腰」をもつ姿であったことが近年の発掘調査で明らかになった[36][37]。
- 廻廊跡 - 基壇が復元されている。
- 中門跡 - 基壇が復元されている。
- 仮講堂 - 仮講堂の建物は元は薬師寺の金堂で、慶長5年（1600年）に増田長盛によって建てられたものである。薬師寺に新たな金堂が建てられるために撤去されることとなったので、1974年（昭和49年）11月23日に屋根を入母屋造から寄棟造にし、向拝を撤去するなどの大改造を行って当寺の講堂跡の地に仮金堂として移築された。その後、老朽化していた中金堂の本尊・釈迦如来坐像などを移し、長らく仮金堂としての役目を負っていた。2000年（平成12年）に老朽化した中金堂を解体し、2018年（平成30年）10月に中金堂を再建すると、仮金堂は仮講堂と名称を改めて国宝館にあった阿弥陀如来坐像を新たな本尊として安置した。
  - 梵鐘（国宝） - 奈良時代、神亀4年（727年）の銘がある。制作年の分かる梵鐘としては妙心寺鐘（698年）に次いで、日本で二番目に古い。現在は仮講堂に所在。
- 東金堂（国宝） - 応永22年（1415年）再建。解説は既述。
- 五重塔（国宝） - 応永33年（1426年）再建。解説は既述。
- 西金堂跡 - 西金堂は光明皇后が、母・橘三千代の一周忌に際し、釈迦三尊像を安置する堂として天平6年（734年）に創建した。平安時代に2回、鎌倉時代に1回被災したが、その都度再建されてきた。その後、江戸時代の享保2年（1717年）1月4日に講堂からの出火によって中金堂や南円堂と共に焼失した。この時は資金難の為に再建は叶わず、基壇を残すのみという状態になってしまった。そうして今は西金堂跡として往時を偲ぶばかりとなっている。ただ、堂内に納められていた寺宝には焼失を免れて今日まで伝えられているものが少なくない。釈迦如来像（伝・運慶作。体部は焼失し、今は頭部のみが国宝館に安置されている）、両脇侍像（薬王菩薩像と薬上菩薩像。今は中金堂に両脇侍像として安置）、梵天・帝釈天像（奈良時代の作。明治時代に国外へ流出し、今は米国サンフランシスコのアジア美術館（英語版）が所蔵）、十大弟子像（奈良時代作。今は10躯中の6躯を国宝館などに安置）、八部衆像（奈良時代の作。今は国宝館に安置）、金剛力士像（伝。定慶作。今は国宝館に安置）、四天王像（所在不明）、華原磐（「かげんけい」と読む銅製楽器で、奈良時代の作[38]。今は国宝館に安置）などがそれである。
- 南円堂（重要文化財） - 寛政元年（1789年）再建。解説は既述。
- 興善院 - 子院。本来の興善院は菩提院東側にある菊水楼付近に存在した。
- 一言観音堂 - 南円堂の横にある。南都七観音巡拝所の一つ。明治期に竜華樹院地蔵堂を移築して諸仏を移した。一言念ずれば願いごとが叶うという観音を祀る。
- 不動堂 - 不動明王坐像などの他に西国三十三所観音霊場のそれぞれの札所の本尊を模した33体の観音像を祀る。
- 額塚 - 茶臼山と呼ばれる塚。かつて南大門には興福寺の山号であった「月輪山」と書かれた額が掲げられていたが、不思議なことが多々発生し、結局月輪という字が良くないとされてその額がここに埋められ、不思議なことも治まった。それ以来、興福寺は山号自体をなくしてしまった。
- 鐘楼 - 南円堂南側。６時・１２時・１８時に時を告げる打鐘がある。
- 興福寺会館 - 三重塔西側に建つ。佛教文化講座などの講演会や諸行事で使用される。
- 三重塔（国宝） - 鎌倉時代前期の再建（正確な建立年次は不明）。高さ19m、本瓦葺の三間三重塔婆である[24]。1897年（明治30年）12月28日、当時の古社寺保存法に基づく特別保護建造物（文化財保護法における「重要文化財」に相当）に指定[25]。1952年（昭和27年）3月29日、文化財保護法に基づく国宝に指定されている[26]。三重塔は康治2年（1143年）に崇徳天皇の中宮・皇嘉門院によって創建された[39]。治承4年（1180年）の平重衡による南都焼討での焼失記録はないが、現在の塔は建築様式から大火後まもなく再建された鎌倉建築と考えられる。
- 北円堂（国宝） - 承元4年（1210年）再建。解説は既述。
- 北円堂廻廊跡 - 南側と東側の基壇が復元されている。
- 食堂及び細殿跡 - 食堂および細殿は奈良時代に創建され焼失と再建を繰り返したが、1874年（明治7年）、廃仏毀釈のあおりで興福寺が荒廃していた時代に取り壊された[40]。跡地には、1959年（昭和34年）になって寺宝を納める耐火式宝物庫「国宝館」が建設された。食堂と細殿の遺構は国宝館の地下にそのままの形で保存されている。
- 国宝館 - 1959年（昭和34年）築。解説は既述。
- 南大門跡 - 基壇が復元されている。
- 般若の芝 - 南大門基壇の南側に設けられている土壇。ここで興福寺薪御能が行われる。
- 五十二段 - 南大門と猿沢池を結ぶ石段。菩薩五十二位に由来している。
- 猿沢池 - 興福寺の南側にある池。かつては興福寺の放生池であった。
- 本坊 - 境内東方に位置する。興福寺の寺務を執り行う場所で一般には公開されていない[41]。
  - 大圓堂（持仏堂） - 明治時代建立[41]。
    - 木造聖観音立像（重要文化財） - 大圓堂の本尊。鎌倉時代の作。一般には公開されていないが、1997年（平成9年）に東京国立博物館で開催された「興福寺国宝展」で初めて展示されたほか、2007年（平成19年）10月20日 - 11月25日に寺内で初めて公開された。寺伝では聖観音像とされているが、像内納入文書によれば本来は弥勒菩薩像として、建長5年（1253年）に仏師の快円によって作られたものである[42]。

  - 庫裏
  - 南客殿 - 天正年間（1573年 - 1592年）建立[41]。
  - 北客殿 - 嘉永7年（1854年）再建。東西に長い僧房・東室の伝統を受け継いでいる[41]。
  - 表門 - 天正年間（1573年 - 1592年）に建立された本瓦葺の四脚門を1907年（明治40年）に子院の菩提院の北側築地塀の西にあったものを移築したもの[41]。

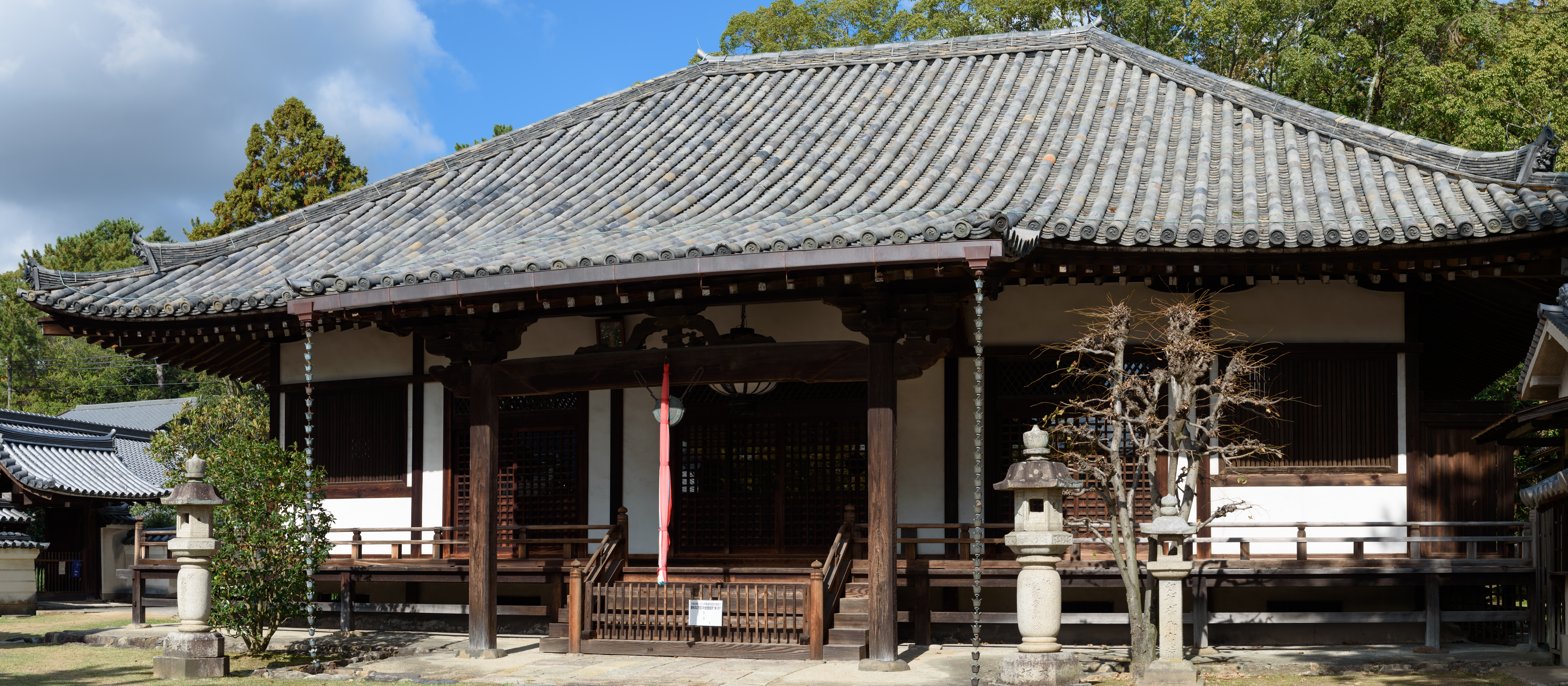
菩提院大御堂

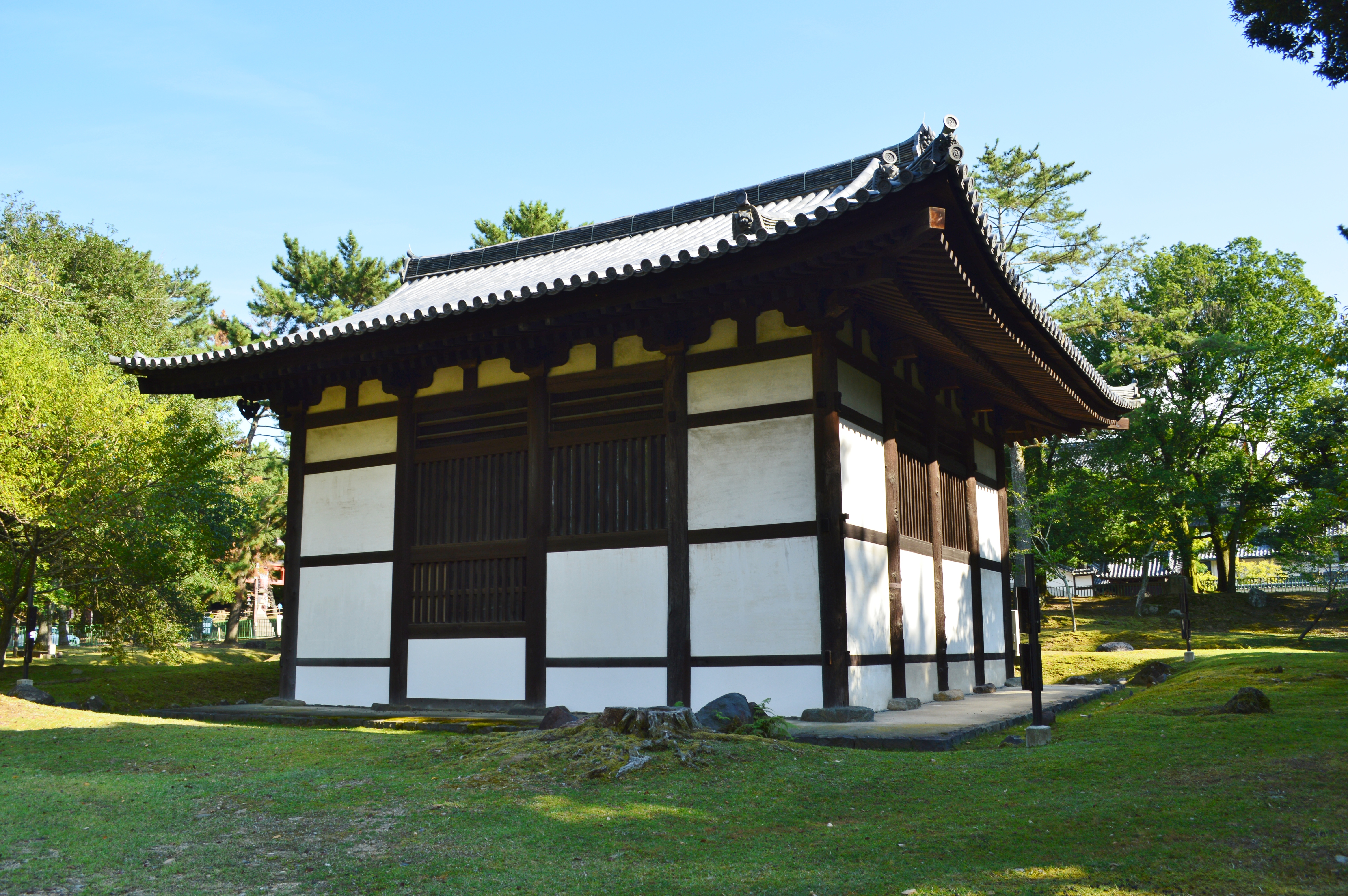
大湯屋

- 菩提院 - 現在残る子院の中で唯一位置が変わっていない。別名を「十三鐘」ともいう。五重塔の南、三条通りを渡ったところにあり、玄昉の創建[43]、または菩提を弔う所とされている。大和北部八十八ヶ所霊場第62番札所。詳細は菩提院大御堂を参照。
  - 大御堂 - 本堂。天正8年（1580年）再建[43]。1970年（昭和45年）に改築され、内陣は鉄筋コンクリート造とされた。本尊・阿弥陀如来坐像（重要文化財）などを安置する。
  - 鐘楼 - 梵鐘は永享8年（1436年）造。
  - 三作塚 - 死刑となった三作を祀る。
  - 庫裏
- 大湯屋（重要文化財） - 五重塔の東方に建つ風呂場。応永33年（1426年）再建[44]。平面は桁行四間、梁間四間。屋根は一重、本瓦葺で、西面を入母屋造、東面を切妻造とする[24]。1953年（昭和28年）3月31日 、文化財保護法に基づく重要文化財に指定されている[45]。

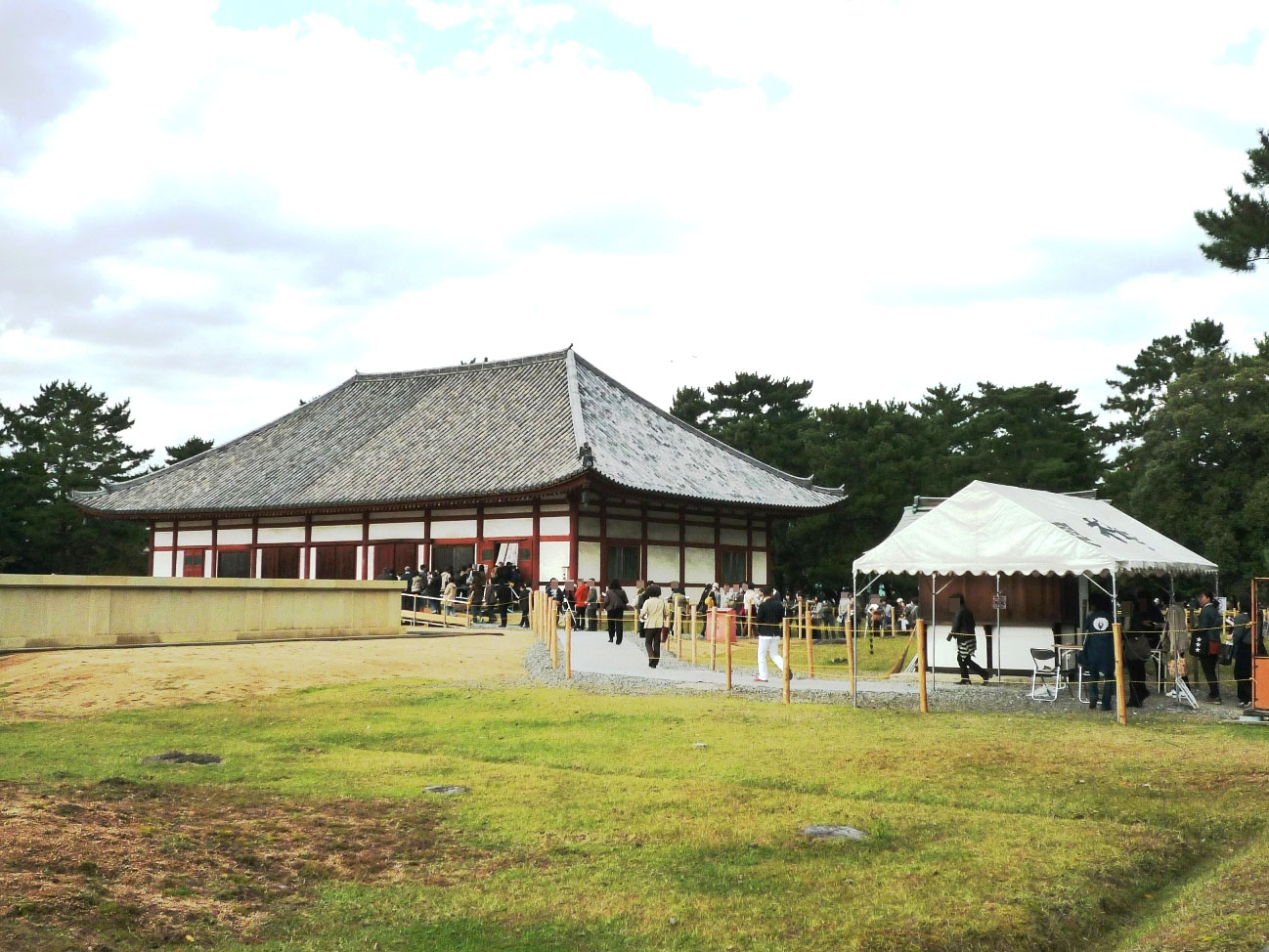
仮金堂（現・仮講堂）と再建前の中金堂基壇（左）
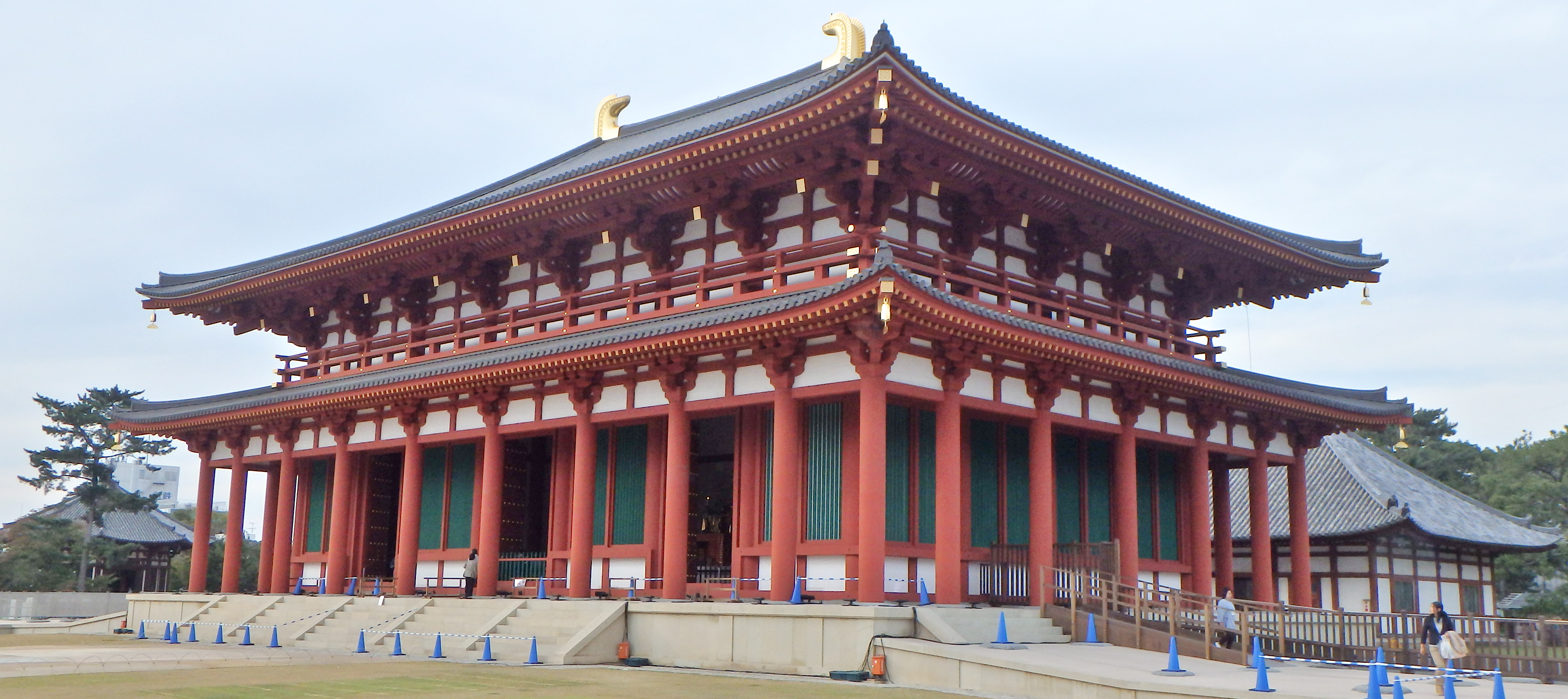
再建された中金堂
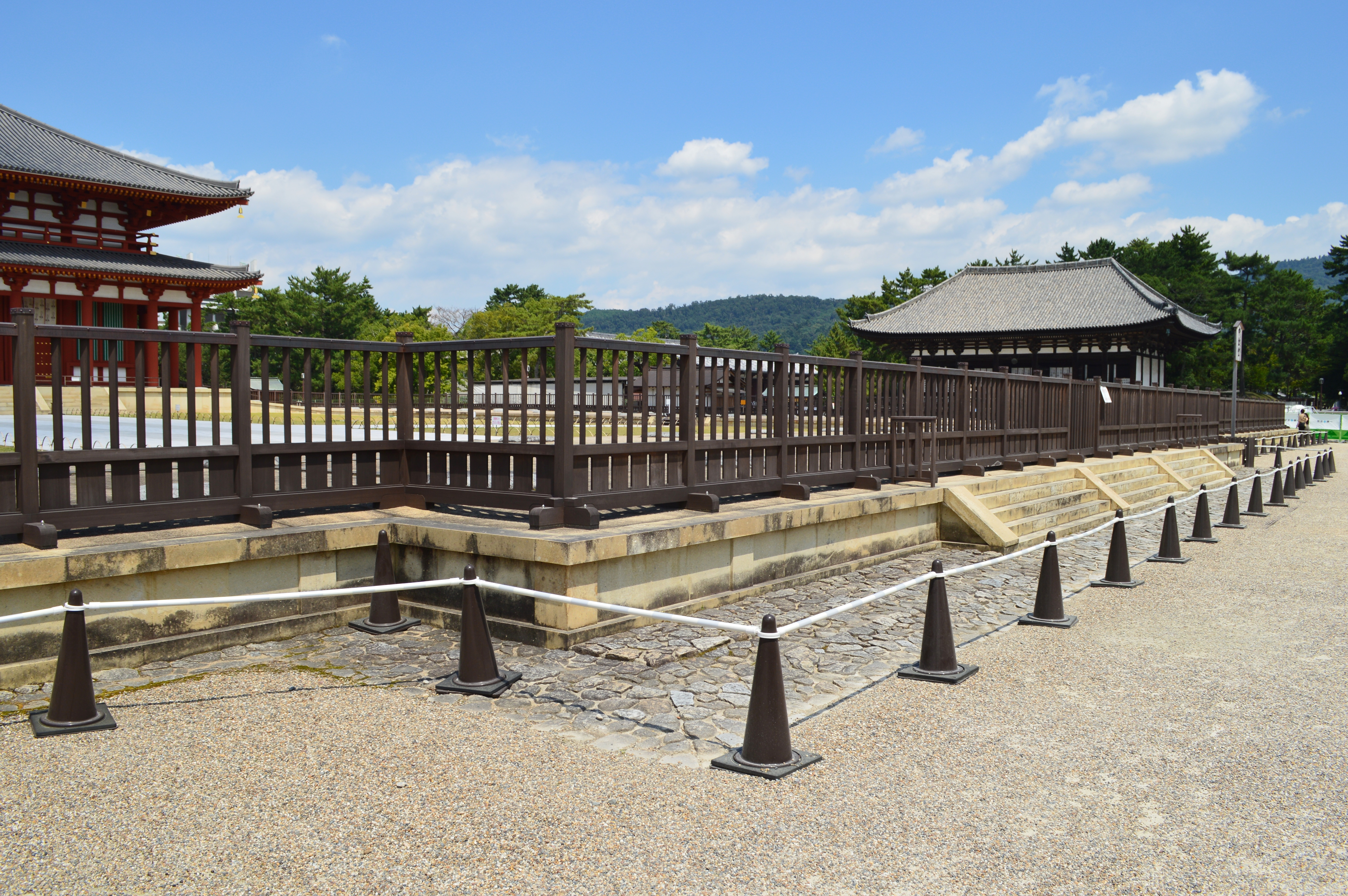
中門跡
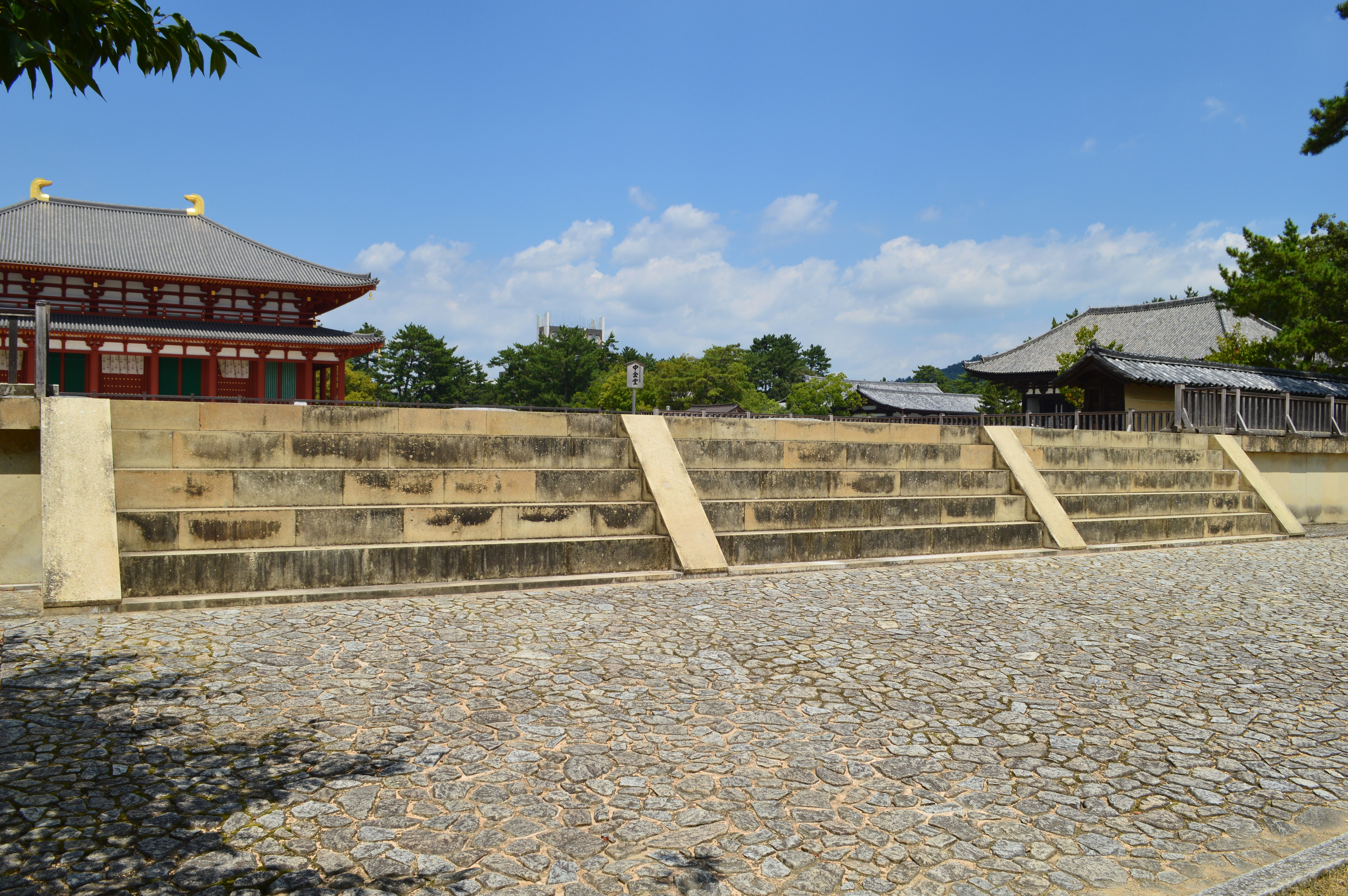
南大門跡
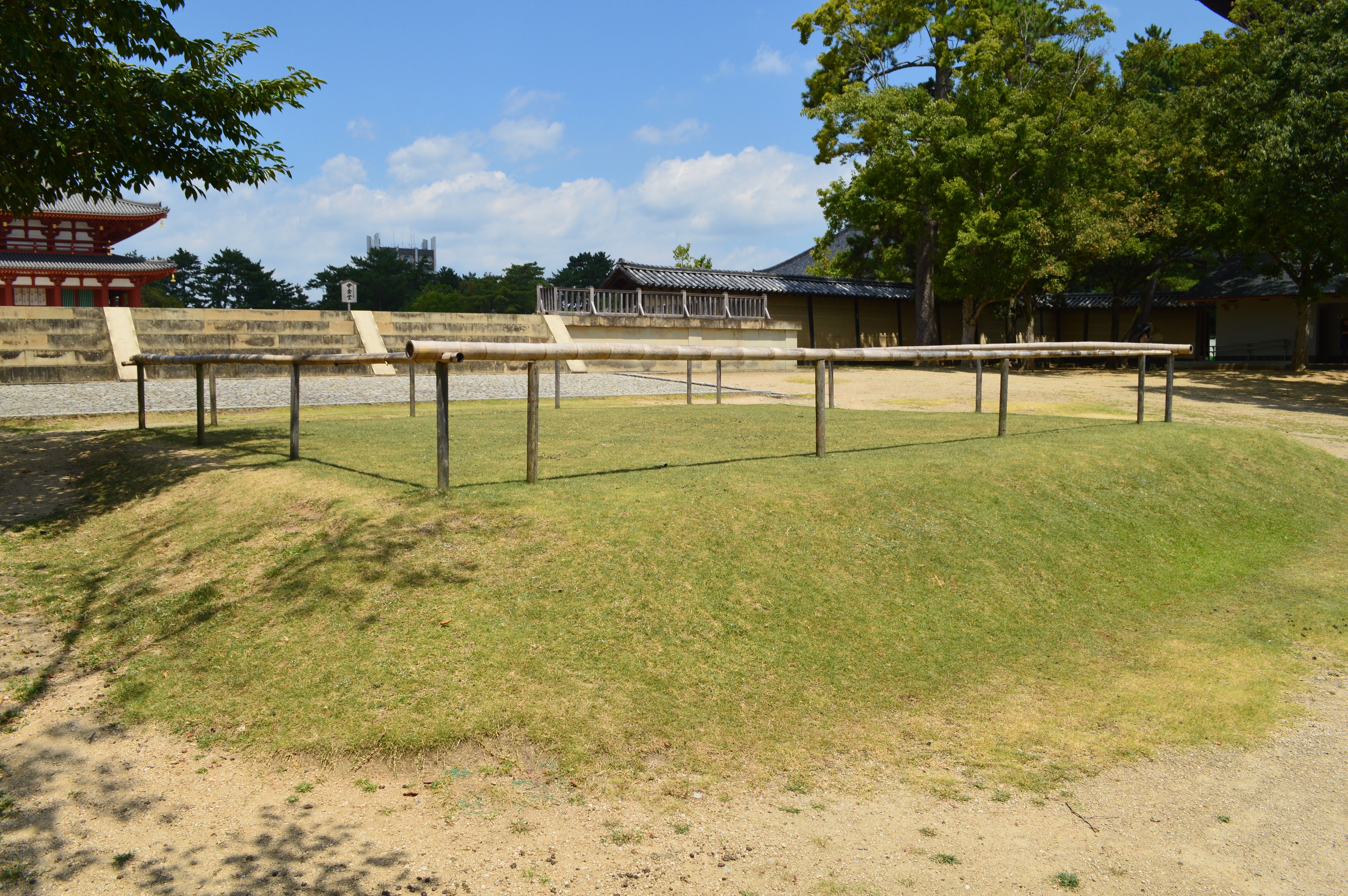
般若の芝
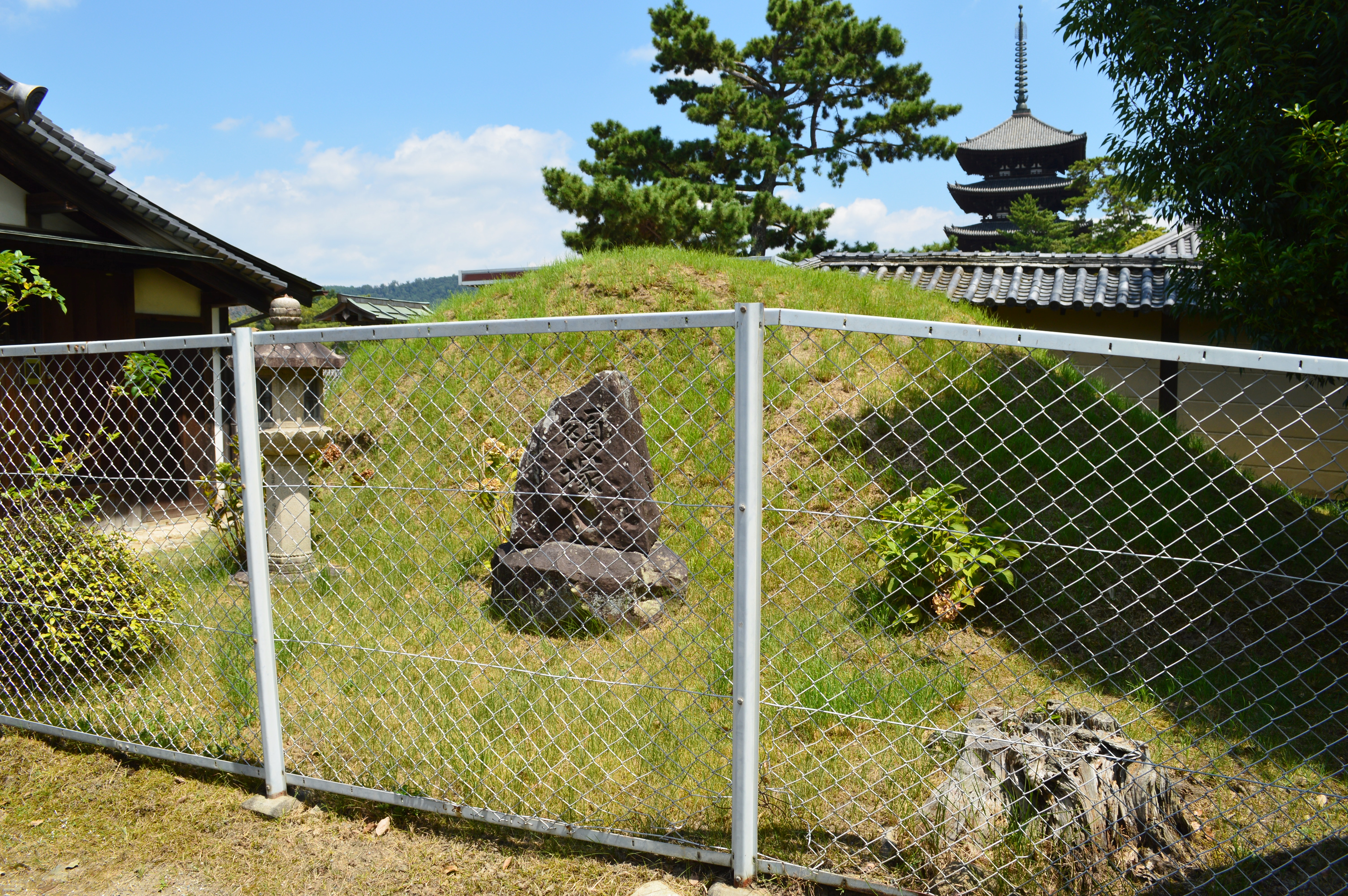
額塚

## 文化財
| 木造十二神将像のうち、伐折羅像（左）と波夷羅像（右） |  | 木造不空羂索観音坐像（南円堂） |
| 木造十二神将像のうち、伐折羅像（左）と波夷羅像（右） |  | 木造不空羂索観音坐像（南円堂） |

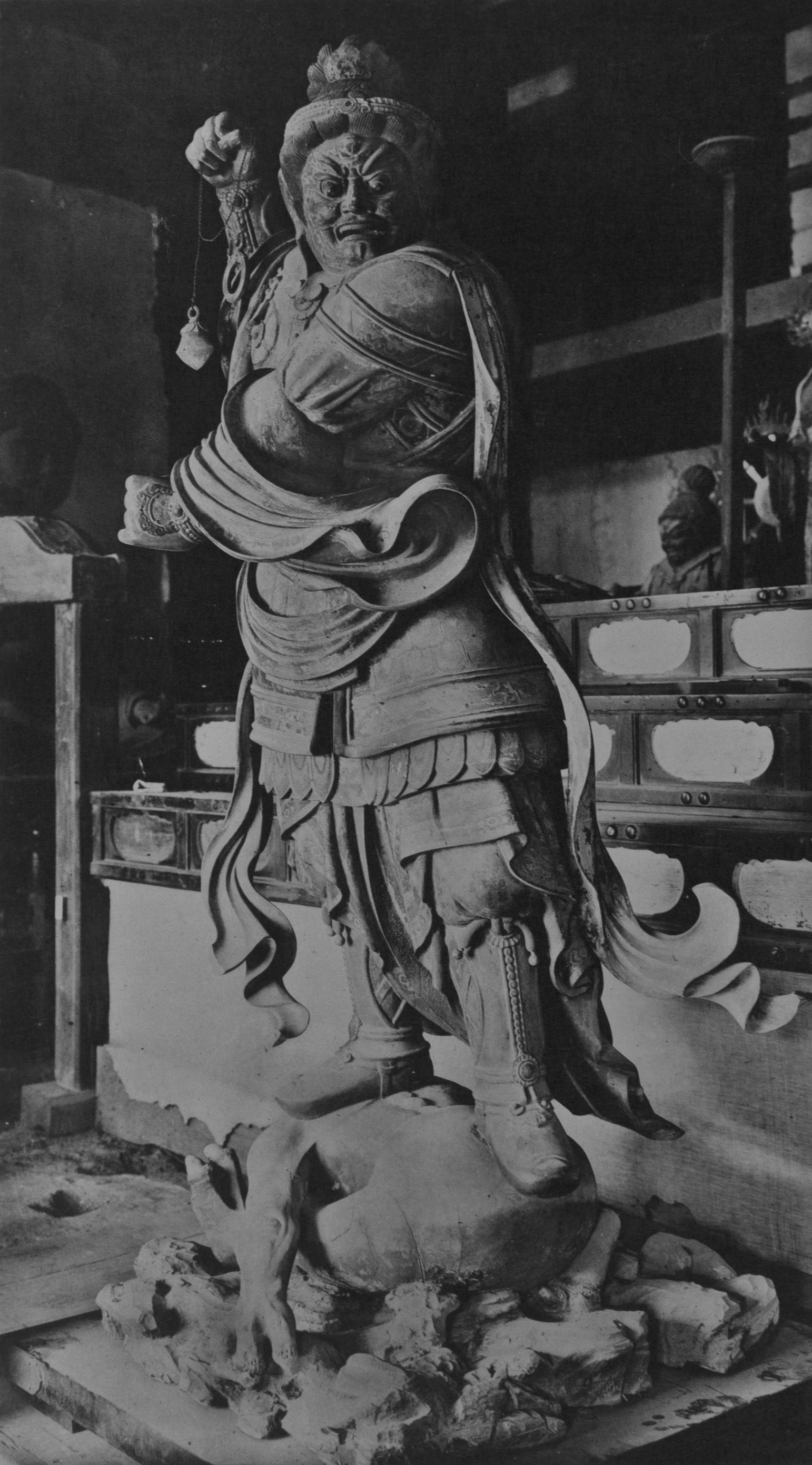
木造四天王立像（東金堂）のうち、広目天像

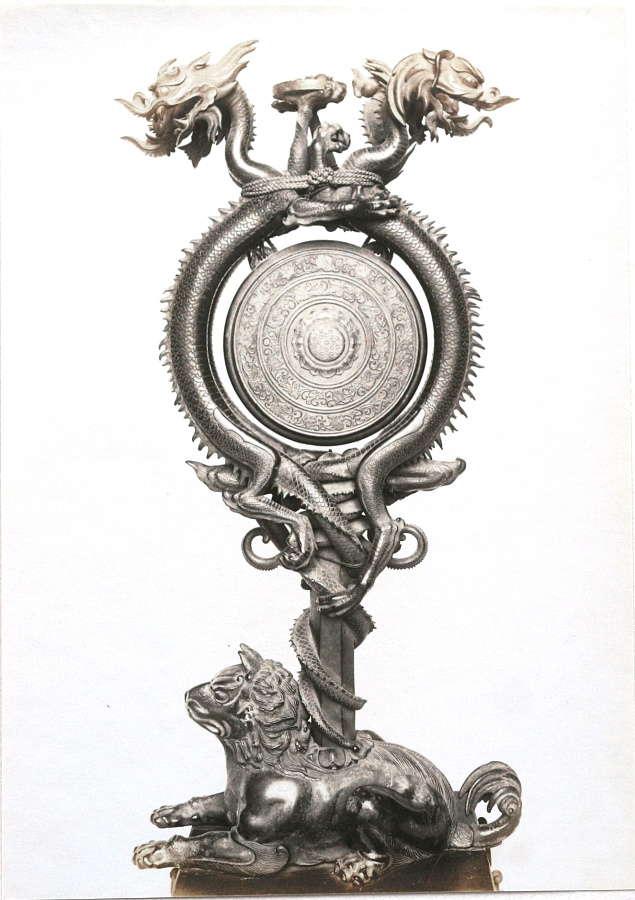
華原磬

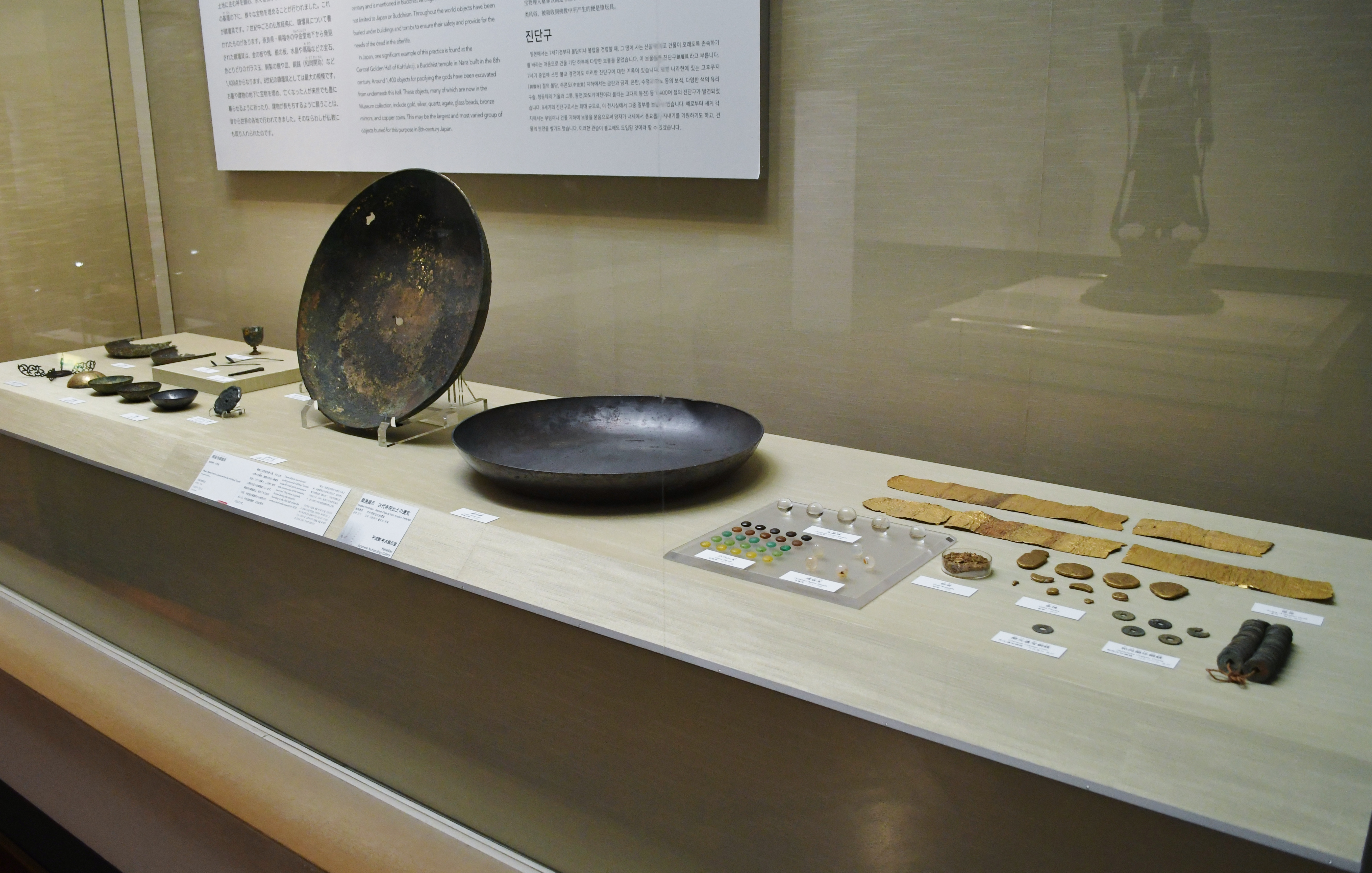
金堂鎮壇具（東京国立博物館展示）

現在の境内と合わせて奈良公園の一部にまたがる旧境内が国の史跡に指定されている。所有する国宝は27件になる。

### 国宝

#### 建造物
- 東金堂
- 五重塔
- 北円堂（附：旧内陣小壁8枚、銘札1枚）
- 三重塔

#### 彫刻
- 木造文殊菩薩坐像（東金堂）
- 木造維摩居士坐像　定慶作（東金堂）
- 木造四天王立像（東金堂）　※右列に広目天像の画像あり。
- 木造十二神将立像（東金堂）　※右列に伐折羅像と波夷羅像の画像あり。
- 木造弥勒仏坐像　運慶作（北円堂）　※右列に画像あり。
- 木造無著立像・木造世親立像　運慶作（北円堂）
- 木心乾漆四天王立像（北円堂）
- 木造不空羂索観音坐像　康慶作（南円堂）　※右列に画像あり。
- 木造四天王立像（南円堂） - 2018年度国宝指定[46][47]
- 木造四天王立像（中金堂）　※右列に画像あり。
- 乾漆八部衆立像 8躯（国宝館・旧西金堂）
- 乾漆十大弟子立像 6躯（国宝館・旧西金堂）
- 木造金剛力士立像 2躯（国宝館・旧西金堂）
- 木造天燈鬼立像・木造龍燈鬼立像（国宝館・旧西金堂）
- 木造法相六祖坐像 6躯　康慶作（南円堂）
- 板彫十二神将像（国宝館・旧東金堂）
- 銅造仏頭（国宝館・旧東金堂）
- 木造千手観音立像（附:像内納入品）（国宝館・旧食堂）

#### 工芸品、書跡典籍ほか
- 金銅燈篭
- 梵鐘
- 華原磬　※右列に画像あり。
- 日本霊異記上巻 延喜四年書写奥書
- 興福寺金堂鎮壇具（銀製鍍金唐花文鋺2口、銀製鍍金唐草文脚杯残欠1口、銀鋺7口、水晶念珠玉5箇、水晶玉類6箇） - 1884年（明治17年）に発掘された鎮壇具の大部分は東京国立博物館の所蔵になっている。興福寺所蔵分は銀器、水晶玉など21点。　※右列に画像あり。

※ 阿修羅像は「乾漆八部衆立像 8躯」のうちの1躯である。

### 重要文化財

#### 建造物
- 大湯屋
- 南円堂

#### 彫刻
- 木造薬王菩薩・薬上菩薩立像（中金堂）
- 銅造薬師如来および両脇侍像（東金堂）
- 木造阿弥陀如来坐像（菩提院大御堂）
- 木造阿弥陀如来坐像（仮講堂）
- 木造釈迦如来坐像（国宝館）
- 木造薬師如来坐像・像内納入品（薬師経）（仮講堂）
- 木造仏頭（附:仏手2箇）（国宝館・旧西金堂本尊）
- 木造飛天・化仏　11躯（飛天8、化仏3）（国宝館・旧西金堂本尊光背付属）
- 木造帝釈天立像（仮講堂）- 寺では「梵天像」と称している。
- 木造梵天・帝釈天立像（国宝館）
- 木造地蔵菩薩立像（仮講堂）
- 厨子入木造弥勒菩薩半跏像（附:像内納入品）（国宝館） - 大乗院持仏堂旧所在
- 厨子入木造吉祥天倚像（中金堂）
- 銀造仏手（国宝館）
- 木造大黒天立像（中金堂）
- 木造広目天立像（奈良国立博物館寄託） - 四天王のうちの1体。残り3体は滋賀・MIHO MUSEUM（持国天）および奈良国立博物館（増長天・多聞天）所蔵。
- 木造聖観音立像（弥勒菩薩立像）快円作（本坊持仏堂）
- 木造釈迦如来立像（1929年盗難）

（参考）広島県尾道市（生口島）の耕三寺所蔵の木造釈迦如来坐像（1901年重文指定）はもと興福寺にあり、第二次世界大戦後に耕三寺に移ったものである。

#### 絵画、書跡典籍ほか
- 絹本著色慈恩大師像
- 絹本著色慈恩大師像
- 絹本著色淄州（ししゅう）大師画像
- 絹本著色二天王画像
- 護法善神扉絵　12面
- 細字（さいじ）法華経 天平十六年書写奥書
- 経典釈文断簡
- 成唯識論巻十 天平宝字五年小治田弟成書写奥書
- 紺紙金字成唯識論 10巻[注 6][注 7]
- 紺紙金泥金剛般若波羅蜜経 奥に康永二年二条良基の願文あり
- 宋版一切経 4,354帖
- 講周易疏論家義記断簡
- 大慈恩寺三蔵法師伝 10巻
- 僧綱補任 6巻
- 明本抄 巻第一、第三、第六、第十紙背文書（内1通栄西自筆）附：建暦二年十二月廿三日貞慶付嘱状等（6通）1巻
- 延暦寺智行高僧伝
- 左府抄 3巻 寛喜三年実信鈔写奥書
- 聖徳太子伝暦 4帖 徳治二年書写奥書
- 篳篥譜（ひちりきふ）
- 興福寺別当次第 6巻
- 造興福寺記
- 春日版版木 2,778枚（附 版本瑜伽師地論（春日版）91巻、版本大般若経（春日版）610巻）

典拠：2000年（平成12年）までの指定物件については、『国宝・重要文化財大全 別巻』（所有者別総合目録・名称総索引・統計資料）（毎日新聞社、2000）による。

### 国の史跡
- 興福寺旧境内

### 奈良県指定有形文化財
- 絹本著色法相曼荼羅図 1幅 南北朝時代
- 絹本著色春日社寺曼荼羅図 1幅 鎌倉時代
- 絹本著色濮陽大師像 1幅 室町時代
- 鰐口 1口 建長8年（1256年）
- 黒漆舎利厨子 4基 内2基は南北朝時代、2基は天文6年（1537年）と天文23年（1554年）
- 鉄湯釜 2口 平安時代末期から鎌倉時代
- 大般若経 600帖 室町時代
- 興福寺大和国雑役免坪付帳 2冊 室町時代

### 奈良市指定無形民俗文化財
- 薪御能（薪御能保存会）

## 主な行事
- 1月1日　修正堂参（諸堂）
- 1月1日 - 7日　吉祥天像御開帳（中金堂）
- 1月2日　春日社参式（春日大社本宮・若宮）
- 2月3日　追儺会（東金堂）
- 2月3日（旧暦）解脱上人忌（本坊・持仏堂）＊非公開
- 2月15日　涅槃会（本坊・北客殿）
- 3月5日　三蔵会（本坊・北客殿）
- 3月20日　無縁仏供養（菩提院内・供養塔）＊非公開
- 4月8日　仏生会（南円堂前庭）
- 4月17日　放生会（一言観音堂）
- 4月25日　文殊会（東金堂）
- 5月第3金曜・土曜日　薪御能（南大門跡・般若の芝）＊薪御能保存会（奈良市観光協会内）が主催。
- 7月7日　弁才天供（三重塔）
- 8月13日 - 15日　羅漢供（本坊・持仏堂）＊非公開
- 9月21日　無縁仏供養（菩提院内・供養塔）＊非公開
- 10月第１土曜日　塔影能（東金堂前庭）＊雨天の場合は奈良県文化会館にて催行される。
- 10月17日　大般若経転読会（南円堂）＊南円堂は当日のみ内陣の拝観が可能。
- 11月13日　慈恩会（仮講堂）＊会場は薬師寺と隔年交代制。
- 12月31日　歳末読経（諸堂）、除夜の鐘（南円堂・菩提院大御堂）

上記の他、春と秋の一定期間 (約2週間)、北円堂が特別開扉される。また、通常非公開となっている諸堂の特別公開が行われる。

## 近代以降の住職・貫首
- 園部忍慶（在職：1881年 - 1890年）
- 千早定朝（在職：1890年 - 1891年）
- 雲井良海（在職：1891年 - 1894年）
- 千早定朝（在職：1895年 - 1899年）※再任
- 大西良慶（在職：1899年 - 1942年）
- 板橋良玄（在職：1942年 - 1954年）
- 多川乗俊（在職：1954年 - 1984年）
- 多川乗覚（在職：1984年 - 1989年）※2024年3月26日遷化[48][49][50][51][52]、興福寺長老
- 多川俊映（在職：1989年 - 2019年）※前貫首。現在、興福寺寺務老院（責任役員）
- 森谷英俊（在職：2019年 - ）

## 前後の札所
西国三十三所
8 長谷寺　-　9 興福寺南円堂　-　10 三室戸寺
西国薬師四十九霊場
3 般若寺　-　4 興福寺東金堂　-　5 元興寺
大和北部八十八ヶ所霊場
61 春岳院　-　62 興福寺菩提院大御堂　-　63 白毫寺
南都七大寺
1 東大寺　-　2 興福寺　-　3 元興寺
神仏霊場巡拝の道
15 春日大社　-　16 興福寺　-　17 大安寺

## 真言・御詠歌
南円堂（不空羂索観音）
- 真言：おん　はんどま　だら　あぼきゃ　じゃやでい　そろそろ　そわか
- ご詠歌：春の日は　南円堂に　かがやきて　三笠の山に　晴るるうす雲

東金堂（薬師如来）
- 真言：おん　ころころ　せんだり　まとうぎ　そわか
- ご詠歌：猿沢の　池のほとりの　寺庭に　瑠璃の光は　あまねかりけり

一言観音
- ご詠歌：頼もしく　歩みを運べ　一言の　願いも捨てぬ　誓いいませば

## 拝観
- 境内は塀などがなく、24時間自由に無料で通行できる（立入禁止区域を除く）
- 国宝館、東金堂、中金堂は原則通年で拝観が可能だが、ホームページで最新情報を確認する必要あり（それぞれ別々に拝観料を要する。国宝館と東金堂は共通割引券あり）。
- 北円堂の内陣は春（GW前後）・秋（正倉院展の開催時期）に期間を限定して拝観が可能（有料／期間はその年による）。
- 南円堂の内陣は10月17日の大般若経転読会に応じて、当日１日のみ拝観が可能（有料）。
- その他の堂宇（五重塔・三重塔・仮講堂・大御堂など）の内陣は通常非公開。

## 所在地
- 奈良県奈良市登大路町48

## アクセス
- 近鉄奈良線 近鉄奈良駅より徒歩約5分。
- JR大和路線・奈良線 奈良駅より三条通りを東へ徒歩約1.2キロメートル。または奈良交通バスに乗車して県庁前バス停下車。

## 近隣施設
- 奈良国立博物館
- 東大寺
- 春日大社
- 奈良基督教会

## 映像作品

### ドキュメンタリー
- 「落慶〜奈良・興福寺〜」（2019年1月13日、NHK BS8K）[21]